# Grodzisk Mazowiecki
Grodzisk Mazowieckiⓘ (do 1928 Grodzisk) – miasto w Polsce położone na Równinie Łowicko-Błońskiej, w województwie mazowieckim, w powiecie grodziskim, siedziba gminy miejsko-wiejskiej Grodzisk Mazowiecki, nad Rokicianką.
Miasto posiada połączenia drogowe z Warszawą, Żyrardowem, Błoniem i Mszczonowem. Przez miasto przebiegają linia warszawsko-wiedeńska, Centralna Magistrala Kolejowa i Warszawska Kolej Dojazdowa.
W zachodniej części miasta przepływa rzeka Mrowna.
Grodzisk Mazowiecki leży w dawnej ziemi sochaczewskiej na historycznym Mazowszu, w czasach I Rzeczypospolitej położony był w powiecie mszczonowskim województwa rawskiego.
Według danych GUS z 1 stycznia 2024 r. miasto liczyło 34 718 mieszkańców, będąc 16. najludniejszym miastem w województwie.
Grodzisk Mazowiecki należy do Związku Miast Polskich.

## Demografia
Według danych GUS z 31 grudnia 2022 r. miasto liczyło 34448 mieszkańców.
- Piramida wieku mieszkańców Grodziska Mazowieckiego w 2014 roku[7].

## Geografia

### Położenie
Grodzisk Mazowiecki znajduje się na Równinie Łowicko-Błońskiej, na zachodnim mazowszu. Miasto leży na trasie Kolei Warszawsko-Wiedeńskiej, oraz jest końcową stacją Warszawskiej Kolei Dojazdowej. W pobliżu miasta przebiegają autostrada A2 oraz droga ekspresowa E67.
Odległości do ważniejszych miast w Polsce (mierzone w linii prostej oraz od granic administracyjnych miast):
- Warszawa (20 km)
- Łódź (76 km)
- Radom (94 km)
- Kraków (230 km)
- Wrocław (263 km)
- Gdańsk (275 km)
- Poznań (244 km)
- Szczecin (420 km)
- Katowice (229 km)
- Bydgoszcz (200 km)
- Lublin (155 km)
- Rzeszów (242 km)
- Opole (240 km)
- Olsztyn (180 km)
- Zielona Góra (340 km)
- Białystok (202 km)
- Kielce (131 km)

### Hydrografia
Cieki wodne:
- Mrowna
- Rokicianka

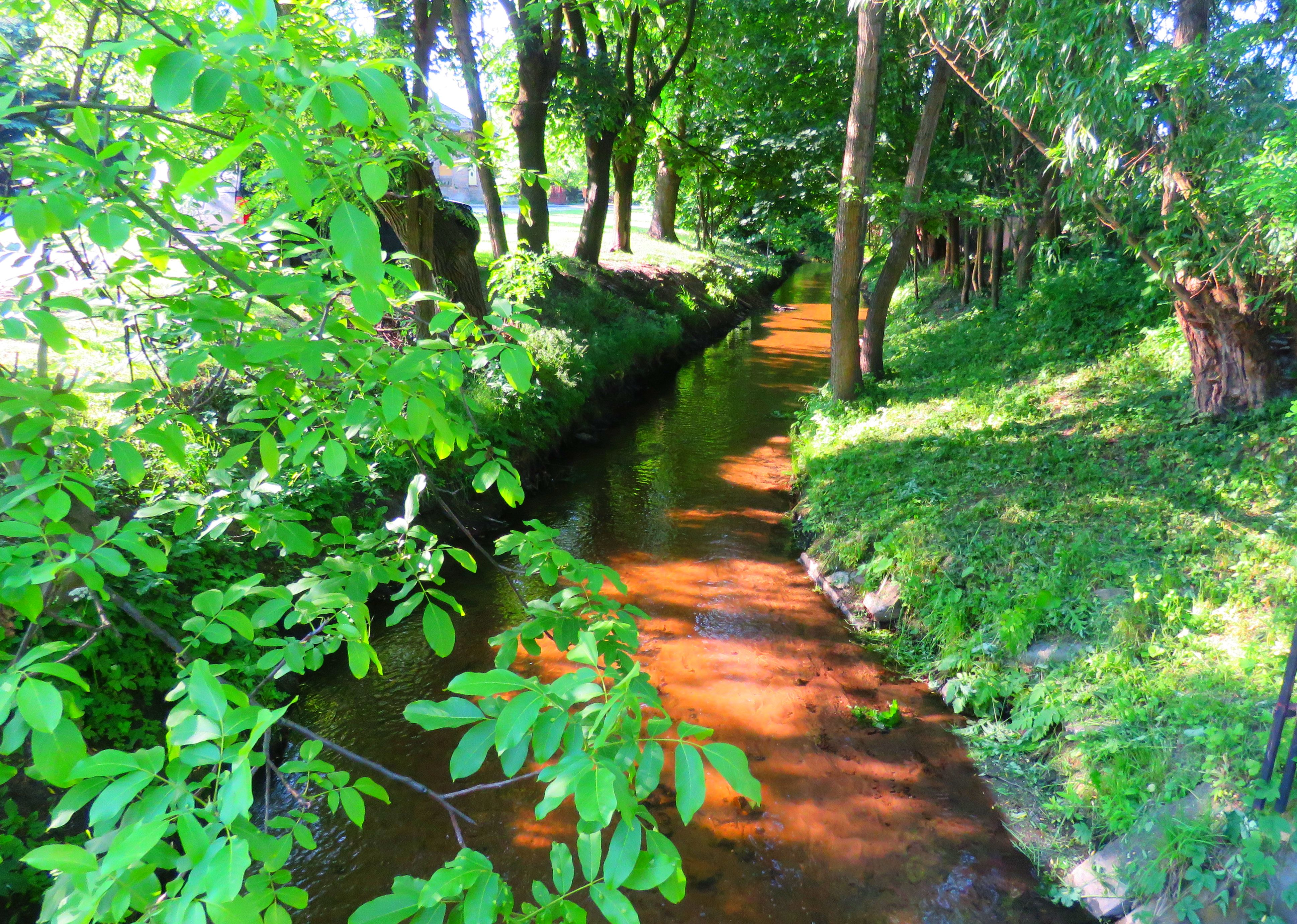
Mrowna w Grodzisku Mazowieckim

- Rokitnica (granica Grodziska Mazowieckiego i Milanówka)

W mieście znajdują się także zbiorniki wodne wokół których utworzono tereny rekreacyjne, takie jak Stawy Goliana oraz Stawy Walczewskiego, w południowej części miasta znajduje się też niewielkie Jezioro Kniaziówka.

### Tereny zielone

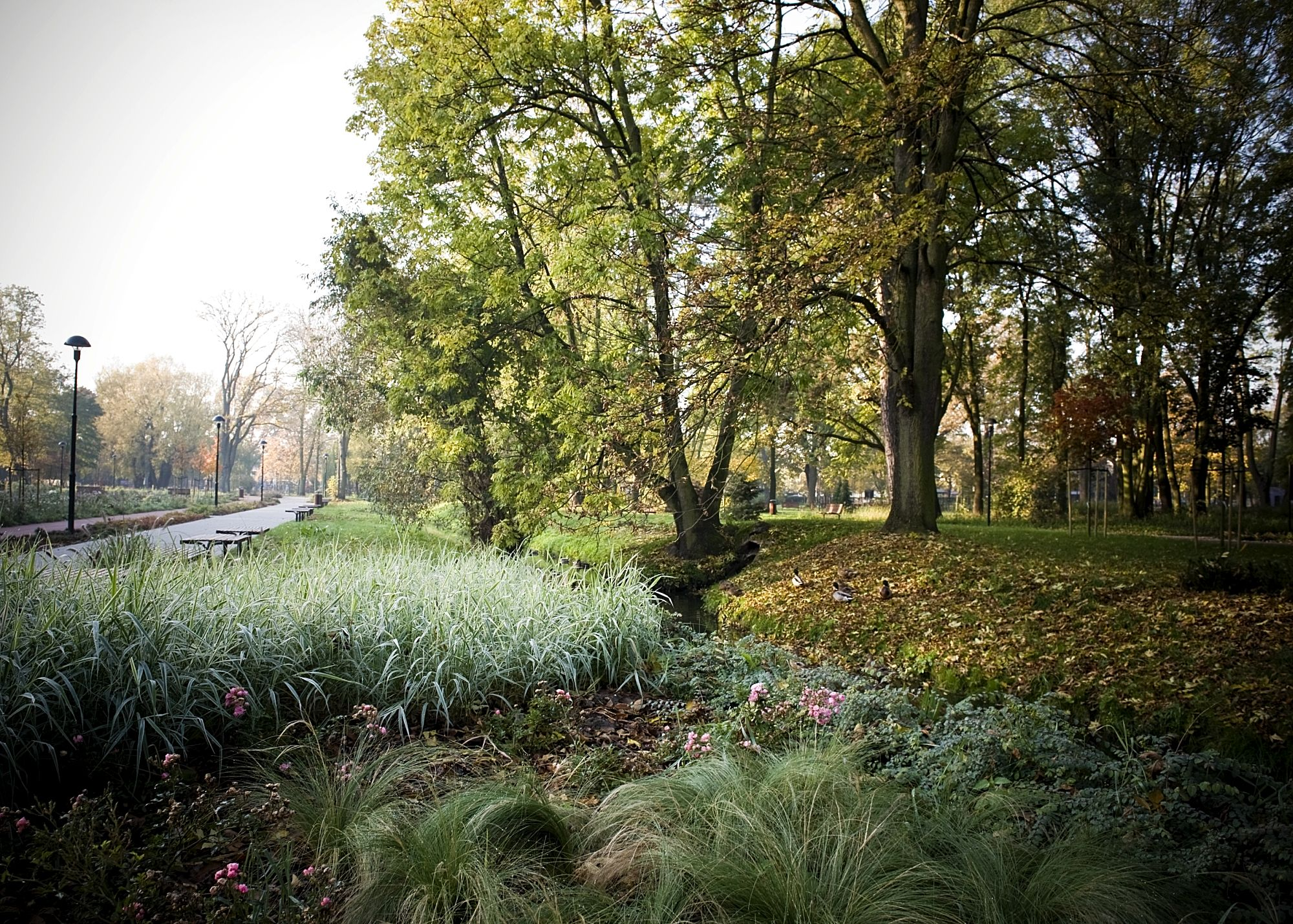
Park im. hr. Skarbków

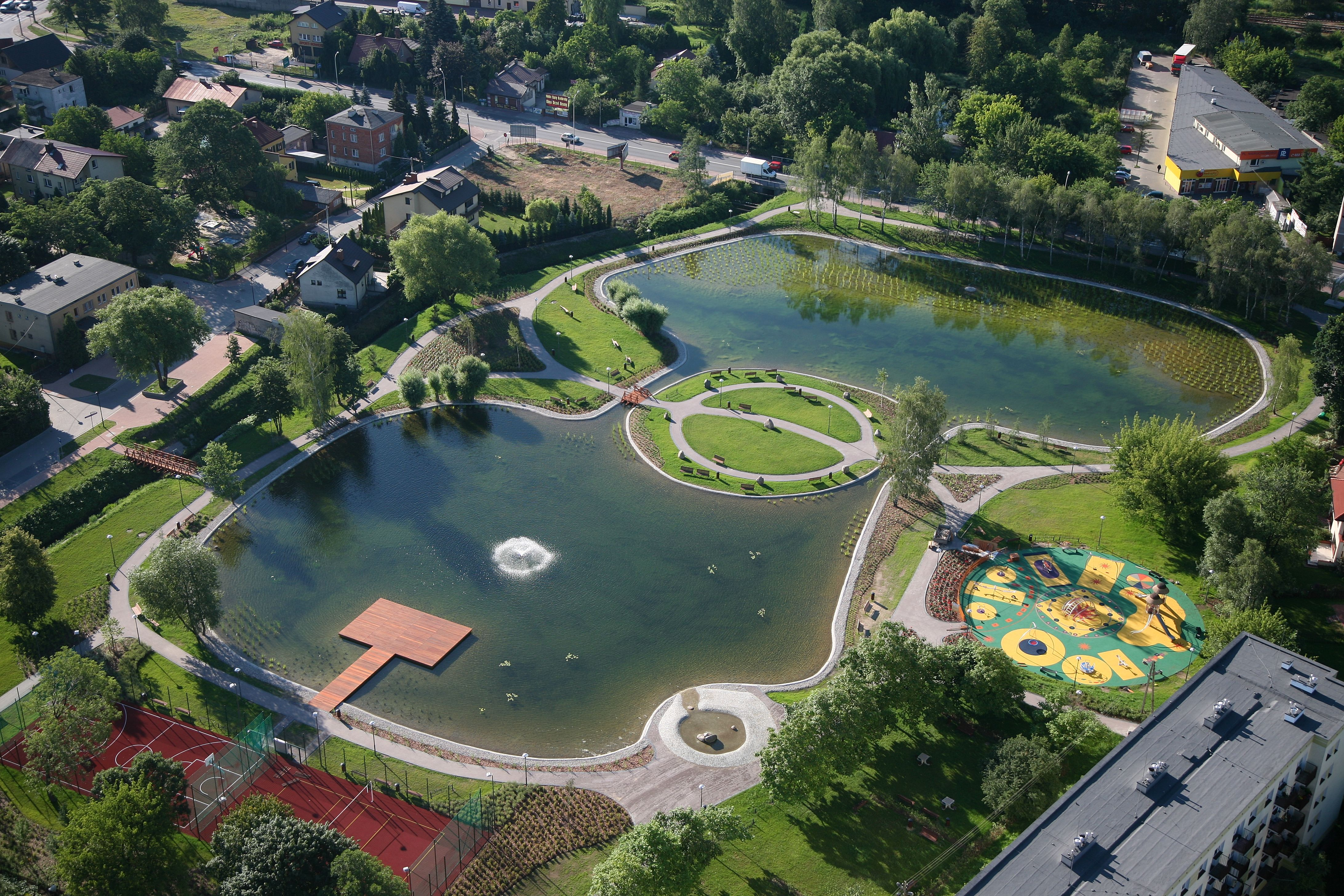
Stawy Goliana

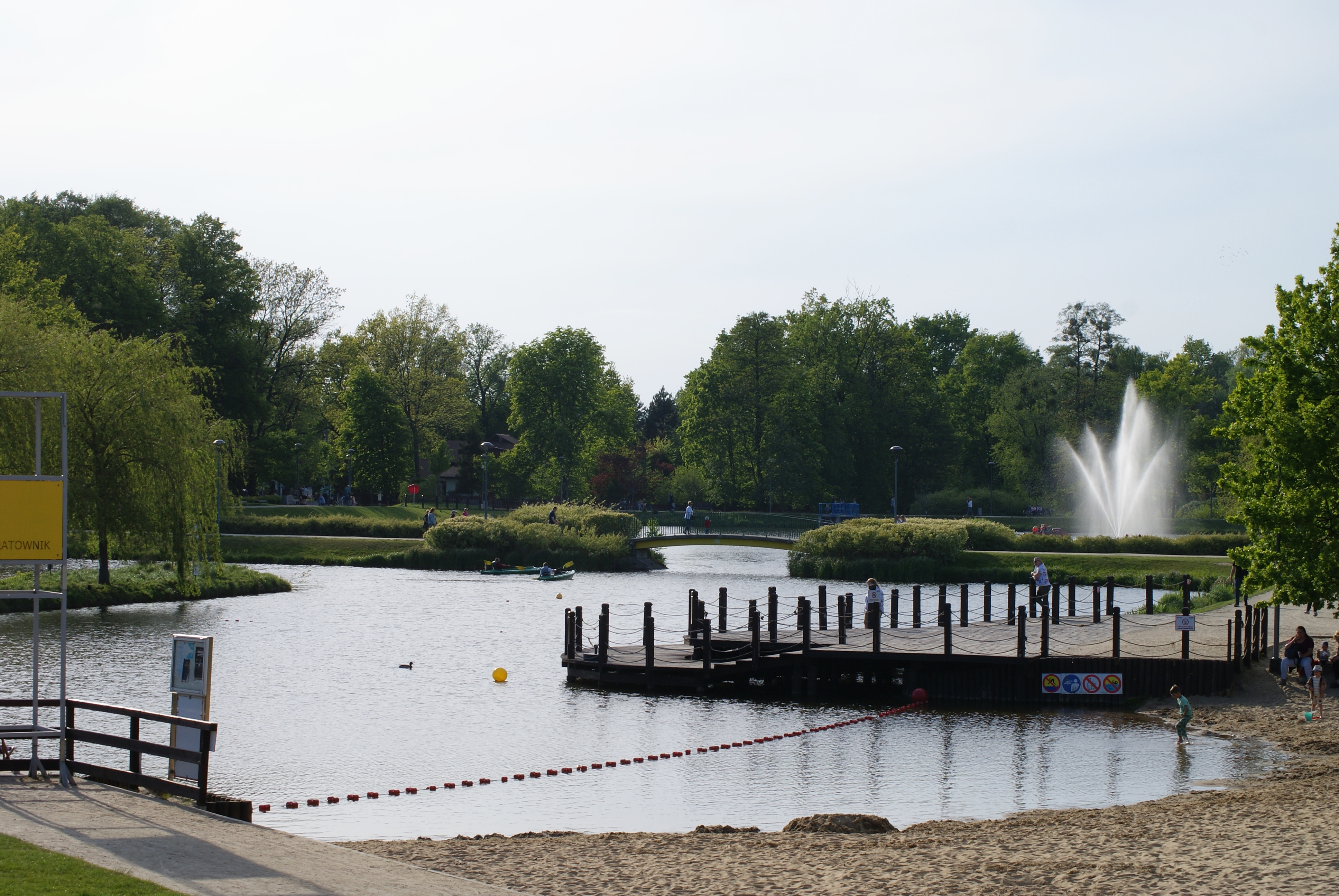
Stawy Walczewskiego

W Grodzisku Mazowieckim znajduje się wiele terenów zielonych, a ich liczba jest zwiększana. Do najważniejszych parków i terenów rekreacyjnych należą: Park im. hrabiów Skarbków, Stawy Goliana, Stawy Walczewskiego.

### Części miasta i osiedla

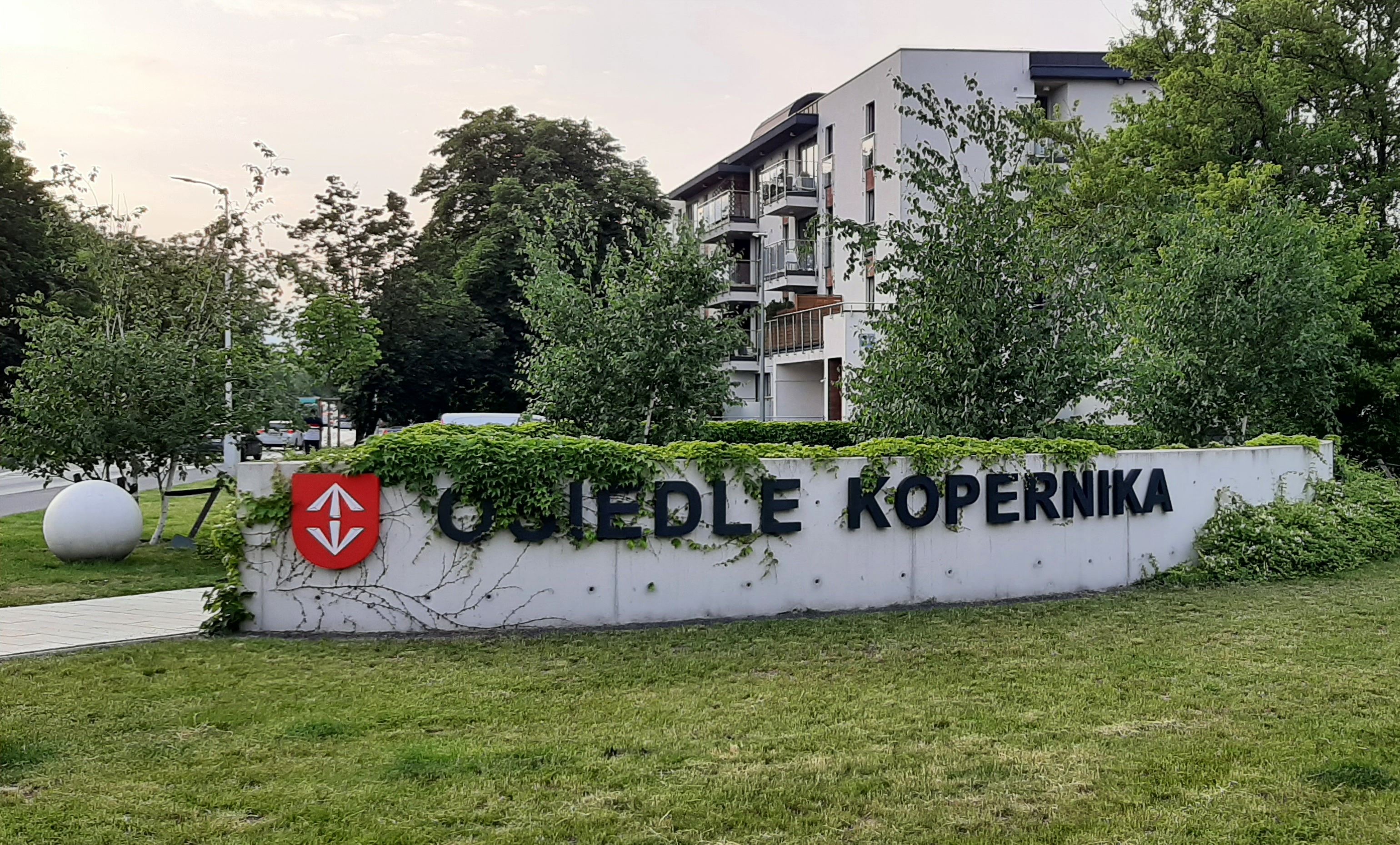
Skwer przy ulicy Kopernika (Osiedle Mikołaja Kopernika)

- Jordanowice
- Łąki
- Osiedle Mikołaja Kopernika
- Osiedle Tadeusza Bairda
- Osiedle Fryderyka Chopina
- Osiedle XX-lecia
- Kaprys

## Historia

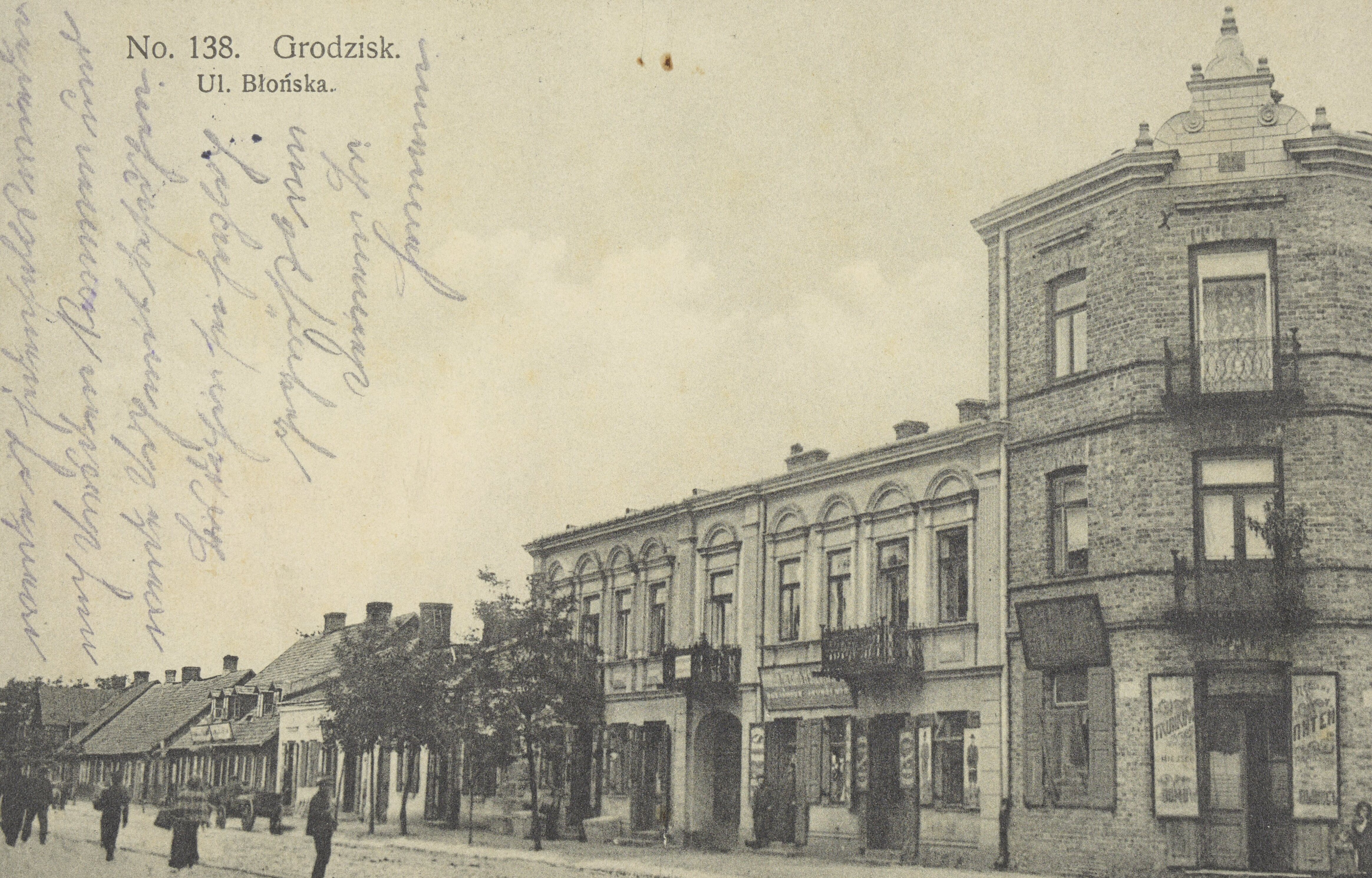
Ulica Błońska (obecnie 11 Listopada) przed 1916 rokiem

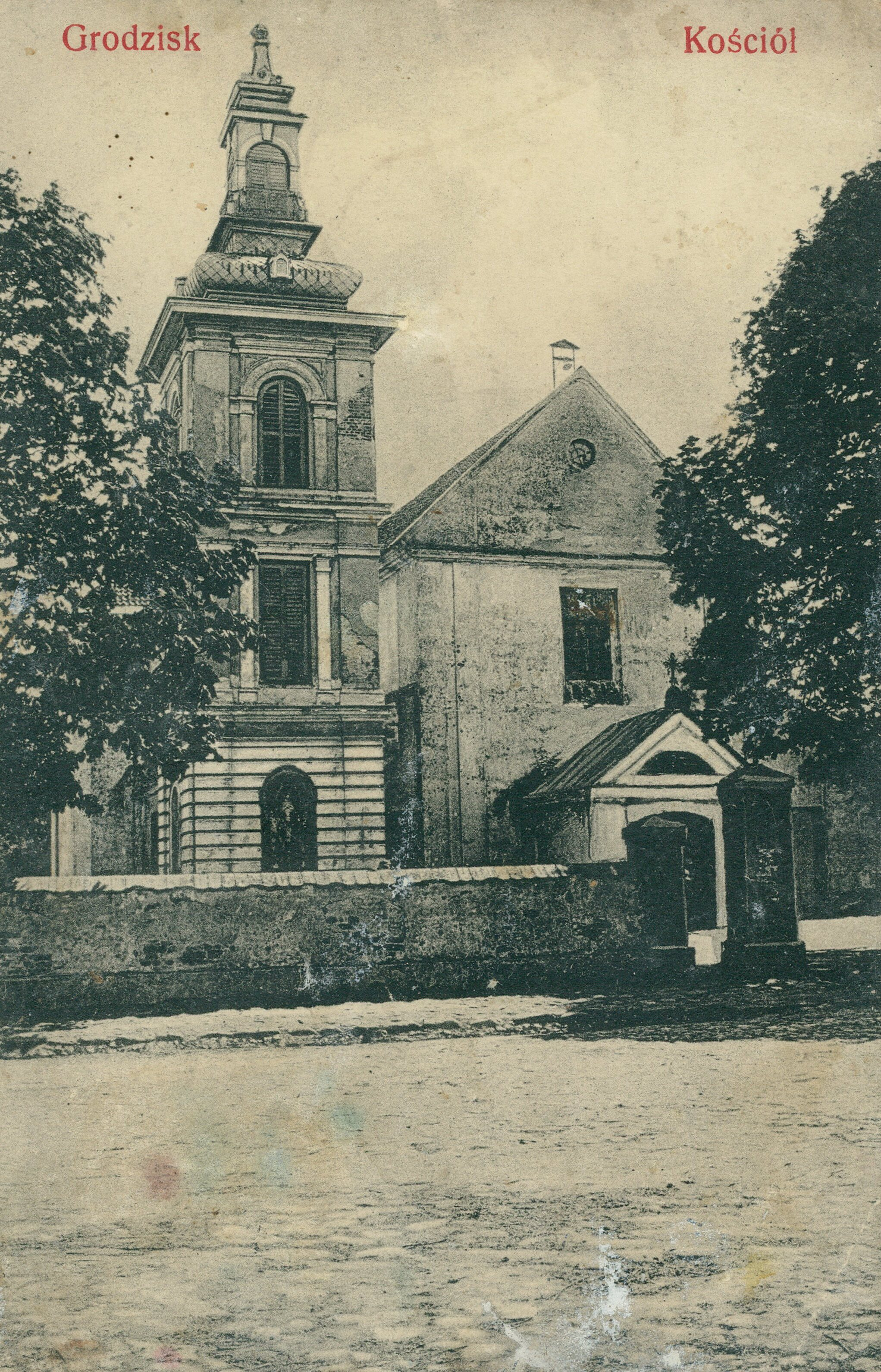
Kościół św. Anny w 1913 roku

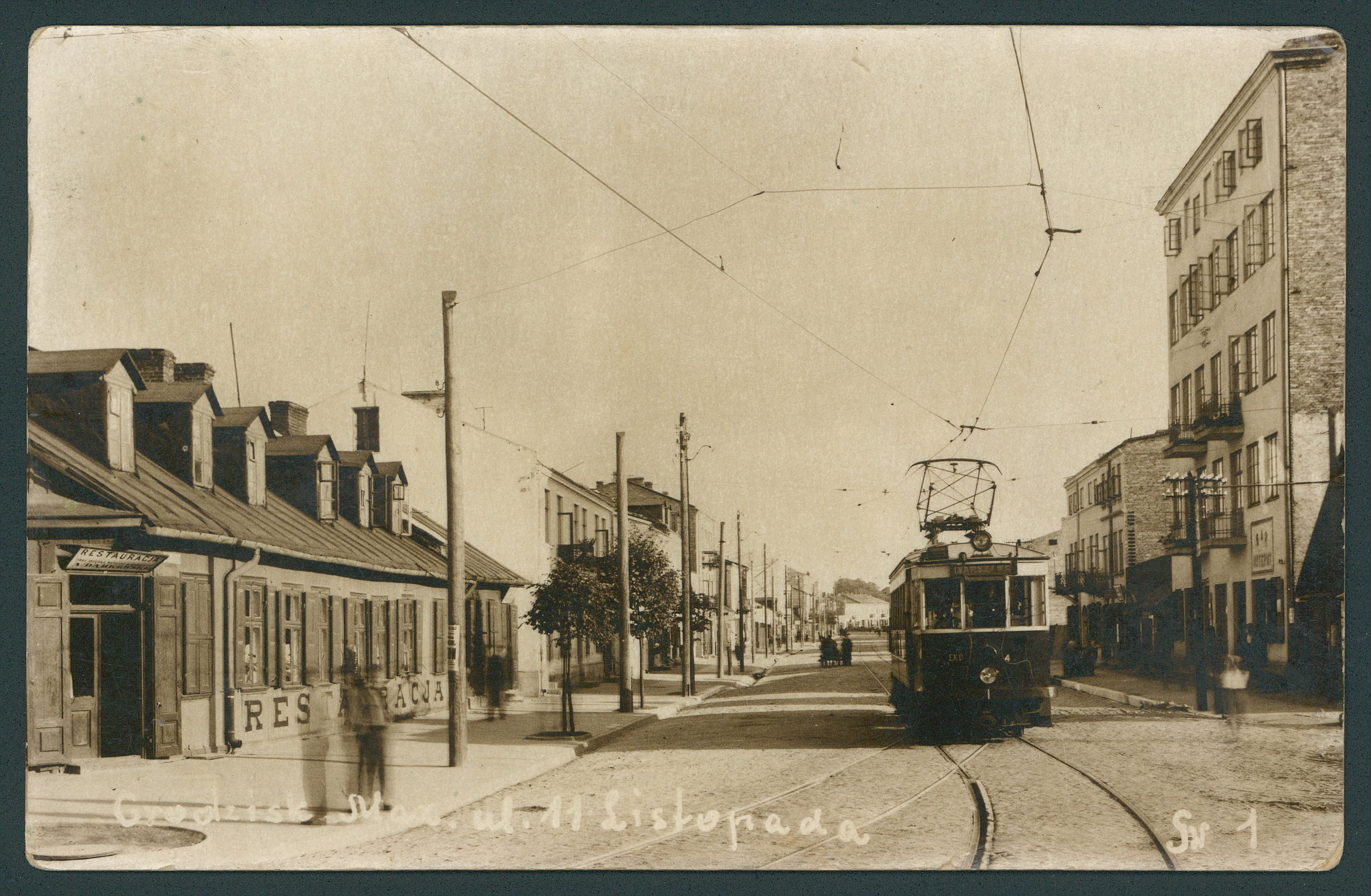
Ulica 11 Listopada w 1937 roku

- XI–XIII w. – w pobliżu istniał wczesnośredniowieczny gród w Chlebni (pierwotnie Chlewnia)
- XII w. – powstała wieś Grodzisk
- XIV w. – miejscowość należała do rodziny Grodziskich
- 1355 – Tomasz Grodziski (prawdopodobnie Tomasz Okuń z Grodziska), pierwszy znany właściciel osady, funduje drewniany kościół pod wezwaniem św. Tomasza Apostoła
- 22 lipca 1522 – król Zygmunt I Stary nadał Grodziskowi prawa miejskie na prośbę rodziny Okuniów
- 1540 – pożar zniszczył miasto
- druga połowa XVI w. – urodził się tu Grzegorz Knapski, autor słownika polsko-łacińskiego, miasto liczy ok. 300 mieszkańców, staje się lokalnym ośrodkiem handlu i przemiału zboża, w mieście istnieje cech młynarzy
- 1623 – właścicielami miasta stała się rodzina Mokronoskich herbu „Bogoria”, posiadająca pobliskie wsie Kady i Jordanowice
- 1655 – zniszczenie i wyludnienie miasta w czasie najazdu szwedzkiego
- 1687 – początek budowy murowanego kościoła ufundowanego przez Wojciecha Mokronoskiego
- 1708 – ponowne zniszczenie miasta, epidemia cholery
- 1795 – miasto w wyniku III rozbioru Polski wchodzi w skład Królestwa Prus (zabór pruski)
- 1807 – miasto wchodzi w skład Księstwa Warszawskiego
- 1815 – miasto wchodzi w skład Królestwa Polskiego
- 1825 – miasto liczy 655 mieszkańców
- 14 czerwca 1845 – uzyskanie połączenia kolejowego ze stolicą (Kolej Warszawsko-Wiedeńska)
- 1865 – miasto przeszło w ręce hr. Henryka Skarbka
- 1866 – miasto staje się siedzibą powiatu błońskiego[11]
- 1870 – utrata praw miejskich
- 1880 – miasto liczy 1928 mieszkańców
- 1881 – parcelacja Jordanowic przez hr. Skarbka, uruchomienie pierwszej fabryki
- 1884 – powstał Zakład Wodoleczniczy (dr Michał Bojasiński), z którego korzystali m.in. Adolf Dygasiński, Miłosz Kotarbiński, Władysław Reymont
- 1910 – miasto liczy 3542 mieszkańców
- 8 września 1915 – ponowne uzyskanie praw miejskich
- 11 listopada 1918 – miasto w granicach Polski
- 1927 – otwarcie Elektrycznej Kolei Dojazdowej, łączącej miasto z Warszawą (obecnie WKD)
- 9 lipca 1928 – nazwa miasta poszerzona o przymiotnik Mazowiecki dla odróżnienia od miasta Grodzisk w Wielkopolsce
- 1931 – miasto liczy 15880 mieszkańców
- 1939–1945 – okupacja niemiecka, eksterminacja Żydów, pierwsza publiczna egzekucja 11 osób 20 września 1939 w Garbarni „Natalin”
- przełom 1940 i 1941 – utworzenie getta, w którym przebywało ok. 6 tys. Żydów z Grodziska, Brwinowa, Nadarzyna, Podkowy Leśnej i Milanówka[12]
- 1942 – likwidacja getta grodziskiego i wywiezienie jego mieszkańców do getta warszawskiego[12], miasto traci całą społeczność żydowską, mieszkającą tu od II poł. XVI w.
- 16 stycznia 1945 – samoloty radzieckie bombardują miasto powodując śmierć wielu mieszkańców i uciekinierów z Warszawy
- 17 stycznia 1945 – zakończenie okupacji niemieckiej, w czasie wojny miasto straciło ok. 5000 mieszkańców
- 1975 – w wyniku reformy administracji miasto przestało być siedzibą powiatu
- 1975–1998 – miasto administracyjnie należało do woj. warszawskiego
- 1991 – rozpoczyna działalność Ośrodek Kultury Gminy Grodzisk Mazowiecki
- 1997 – oddanie do użytkowania Grodziskiej Hali Sportowej
- 1999 – Grodzisk Mazowiecki ponownie staje się siedzibą Starostwa Powiatowego
- 2000 – otwarcie Pływalni Miejskiej „Wodnik 2000”
- 2001 – oddanie do użytku Szpitala Zachodniego
- 2005 – obchody 650-lecia parafii św. Anny
- 2008 – otwarcie Centrum Kultury
- 2012 – zakończenie rewitalizacji parku im. hr. Skarbków i Stawów Goliana; w odnowionej willi „Radogoszcz” powstała galeria etnograficzna
- 2017 – rewitalizacja Stawów Walczewskiego
- 2018 – otwarcie Mediateki[13]
- 2020 – rozpoczęcie budowy obwodnicy miasta

### Nazwa miasta
Nazwa miasta na przestrzeni lat:
- Grodzyssko (1400 i 1490)[14]
- Grodzyska, Grodziska (1423)[14]
- Grodzislaw, Grodzisko (1427)[14]
- Grodysko (1469)[15]
- Grodzijsko (1494)[16]
- Grodzysko (1501)[17]
- Grodzyszcze (1502)[18]
- Grodzisko (1579)[19]
- Grodzisk (1792)
- Grodzisk Mazowiecki (1928, obecna)

### Legendy

#### Obwołanie wsi Grodzisko miastem
Według tej legendy monarchowie drogą przez osadę Grodzisko przejeżdżali jadąc na polowania do puszczy jaktorowskiej. Pewien zmęczony król dostał na posilenie kubek wody z grodziskiego źródełka o nadzwyczajnym smaku. Zachwycony smakiem wody król nakazał nadać osadzie rangę miasta.

#### Herb Bogoria
W uznaniu waleczności i męstwa rycerza Bogorii w wojnie z Tatarami król Bolesław Śmiały własnoręcznie wyciągnął z jego rannego ciała tatarskie strzały, które połamał i oddał mu. Tym samym nadał mu herb o nazwie Bogoria ze złamanymi strzałami.

## Gospodarka
Największym zakładem pod względem zatrudnienia i obrotów jest Danfoss. Ustępuje mu firma Gedeon Richter wcześniej zwana Polfą, założona na początku XX w., specjalizująca się w produkcji salicylanów, leków przeciwzawałowych i materiałów chirurgicznych. Przemysł spożywczy reprezentują firmy Frito-Lay z grupy PepsiCo, piekarnia Hiestand, Okręgowa Spółdzielnia Mleczarska. Dogodne położenie miasta wykorzystuje firma logistyczna Raben Logistic. Inne większe firmy działające w Grodzisku to: Firmenich, Fabryka Tarcz Ściernych „Słoń” (obecnie nieistniejąca), Trouw Nutrition i Amerplast (obecnie „Suominen”), Grodziska Spółdzielnia MALWA (działa od roku 1949).

### Handel

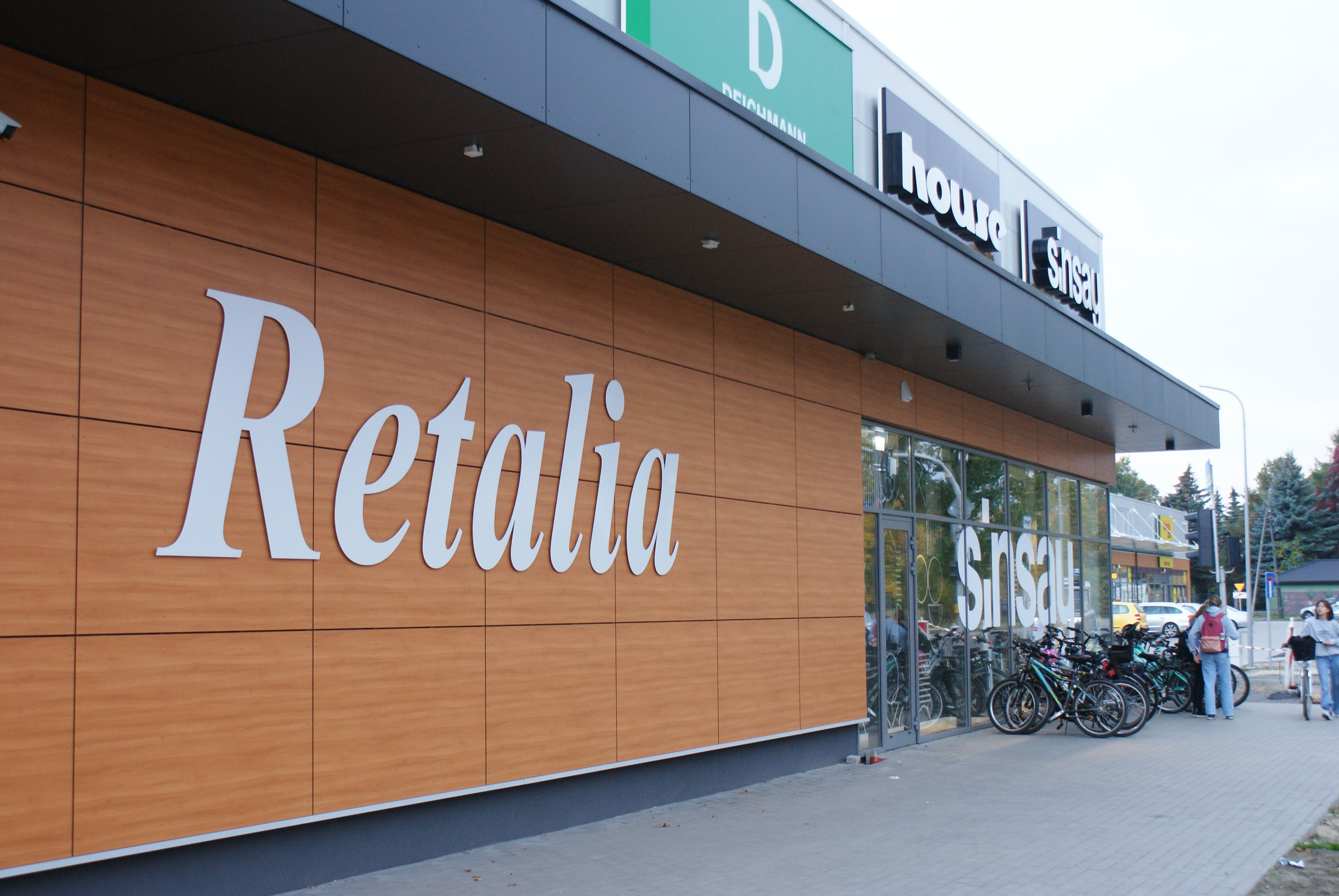
Park handlowy „Retalia”

Plan zagospodarowania przestrzennego zakazuje budowy obiektów handlowych o powierzchni przekraczającej 5000 m kw. 1 grudnia 2016 w Grodzisku przy ulicy Sienkiewicza 46/50 otwarto obiekt handlowy Galeria Grodova. W Grodzisku działają markety handlowe: 2 sklepy sieci Netto, 4 sklepy Biedronka, supermarket Lidl, Aldi, Carrefour, MediaExpert.

## Transport

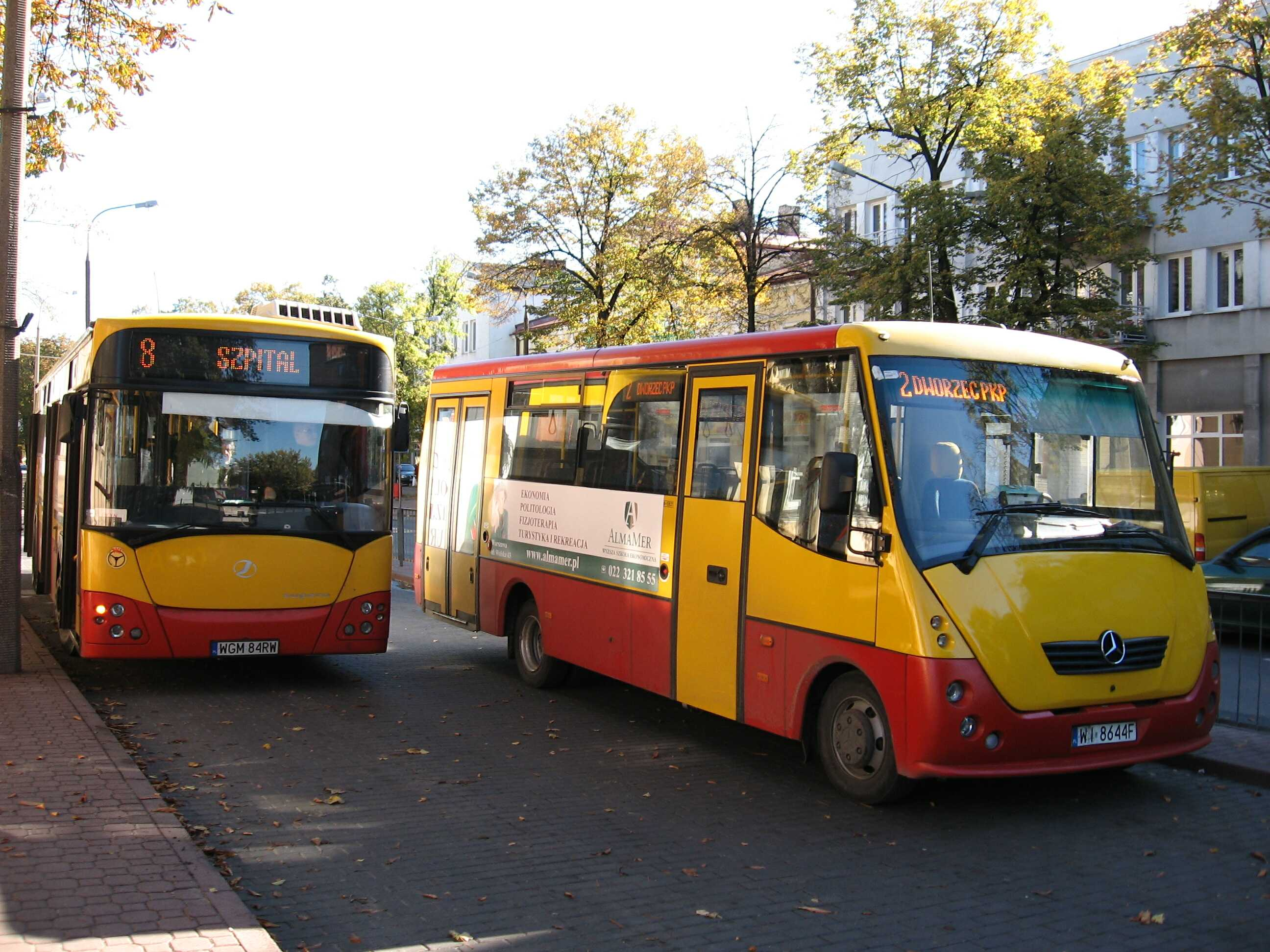
Autobusy PKS obsługujące trasy miejskie

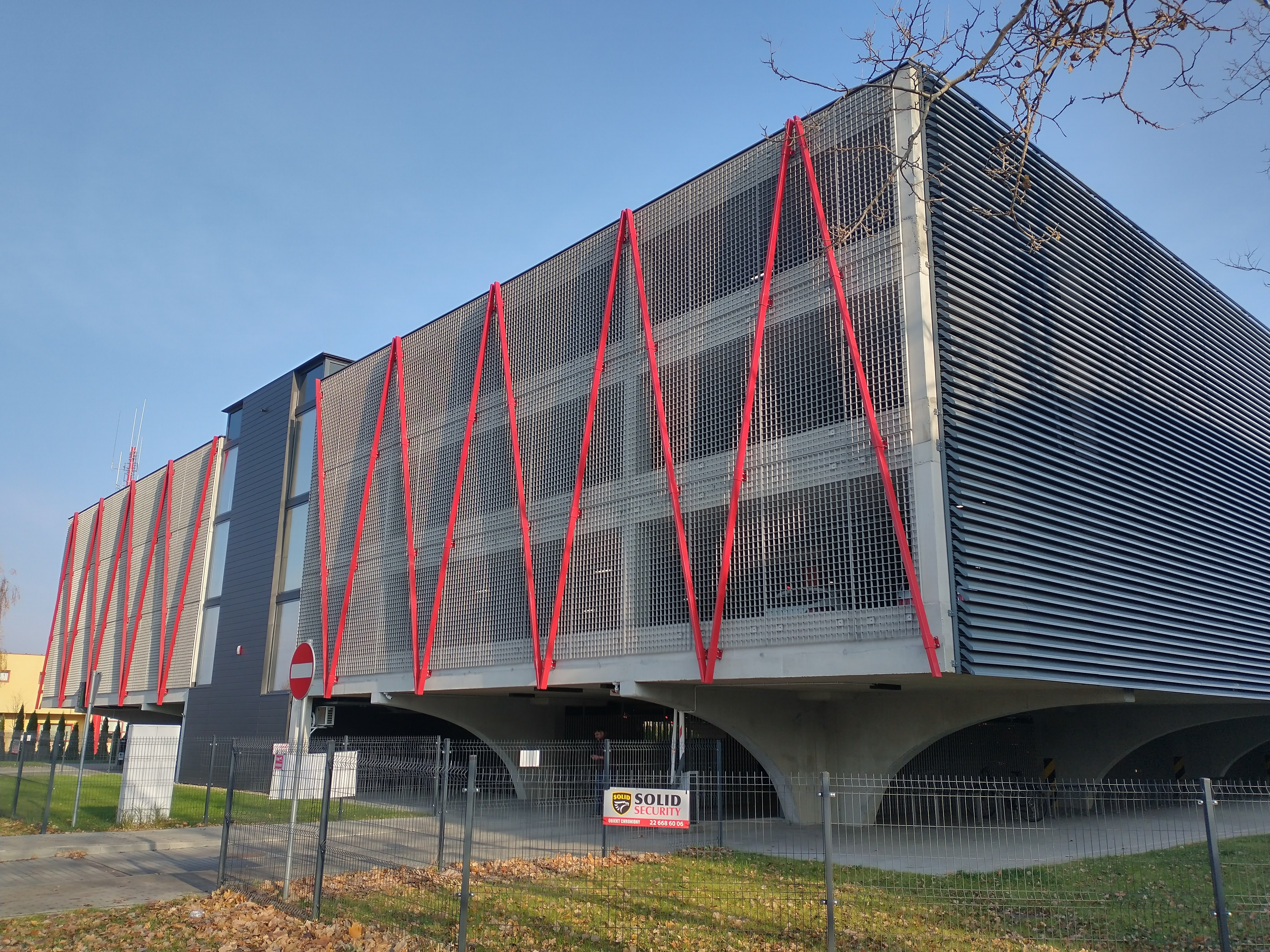
Nowoczesny parking P+R w Grodzisku Mazowieckim

### Transport drogowy
Niedaleko miasta istnieje autostrada A2. Przez miasto przebiegają drogi wojewódzkie:
- droga wojewódzka nr 719 kierunek Warszawa – Pruszków – Żyrardów
- droga wojewódzka nr 579 kierunek Kazuń Polski droga krajowa nr 7 – Leszno – Błonie – Grodzisk Mazowiecki – Radziejowice
- 15 kwietnia 2013 – zamknięcie wiaduktu nad torami kolejowymi w Grodzisku Mazowieckim w ciągu drogi wojewódzkiej nr 579, ze względu na jego remont. Objazd dla pojazdów o masie do 10 t DMC przez Milanówek, przejazd kolejowy na ulicy Bałtyckiej w Grodzisku Mazowieckim oraz we wsi Kozerki, a dla pojazdów powyżej 10 t DMC przez Żyrardów. Przewidywany czas otwarcia nowego wiaduktu marzec 2014 r.
- W dniu 31.12.2013 – uroczyste otwarcie wiaduktu połączone z zabawą sylwestrową w Parku Skarbków.

### Komunikacja autobusowa
Komunikacja autobusowa jest domeną firmy PKS Grodzisk Mazowiecki. Obsługuje ona jedenaście miejskich linii oraz połączenia międzymiastowe (także z Warszawą). Z Grodziska kursuje też autobus do Centrum Janki.

### Transport kolejowy

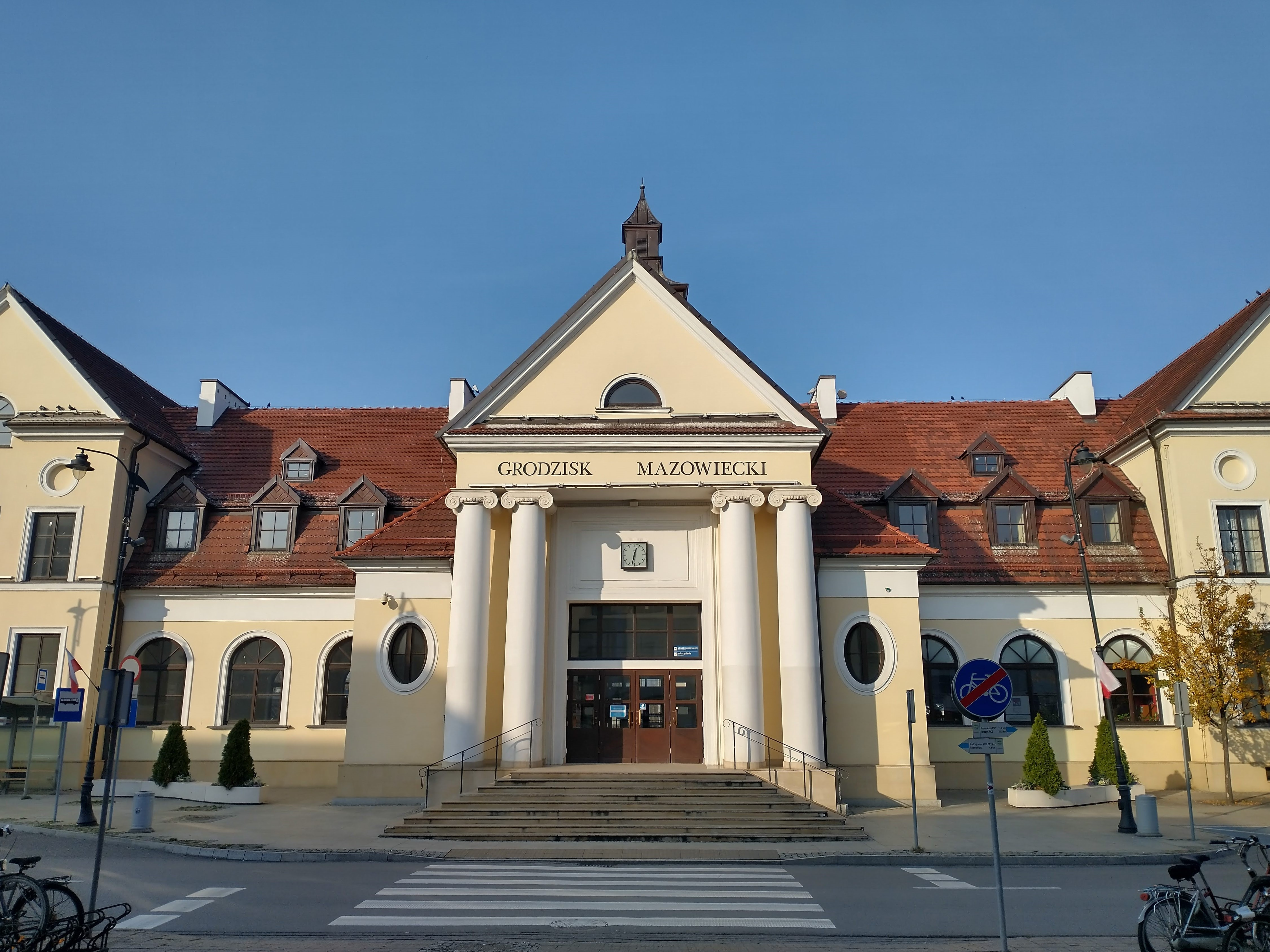
Dworzec kolejowy

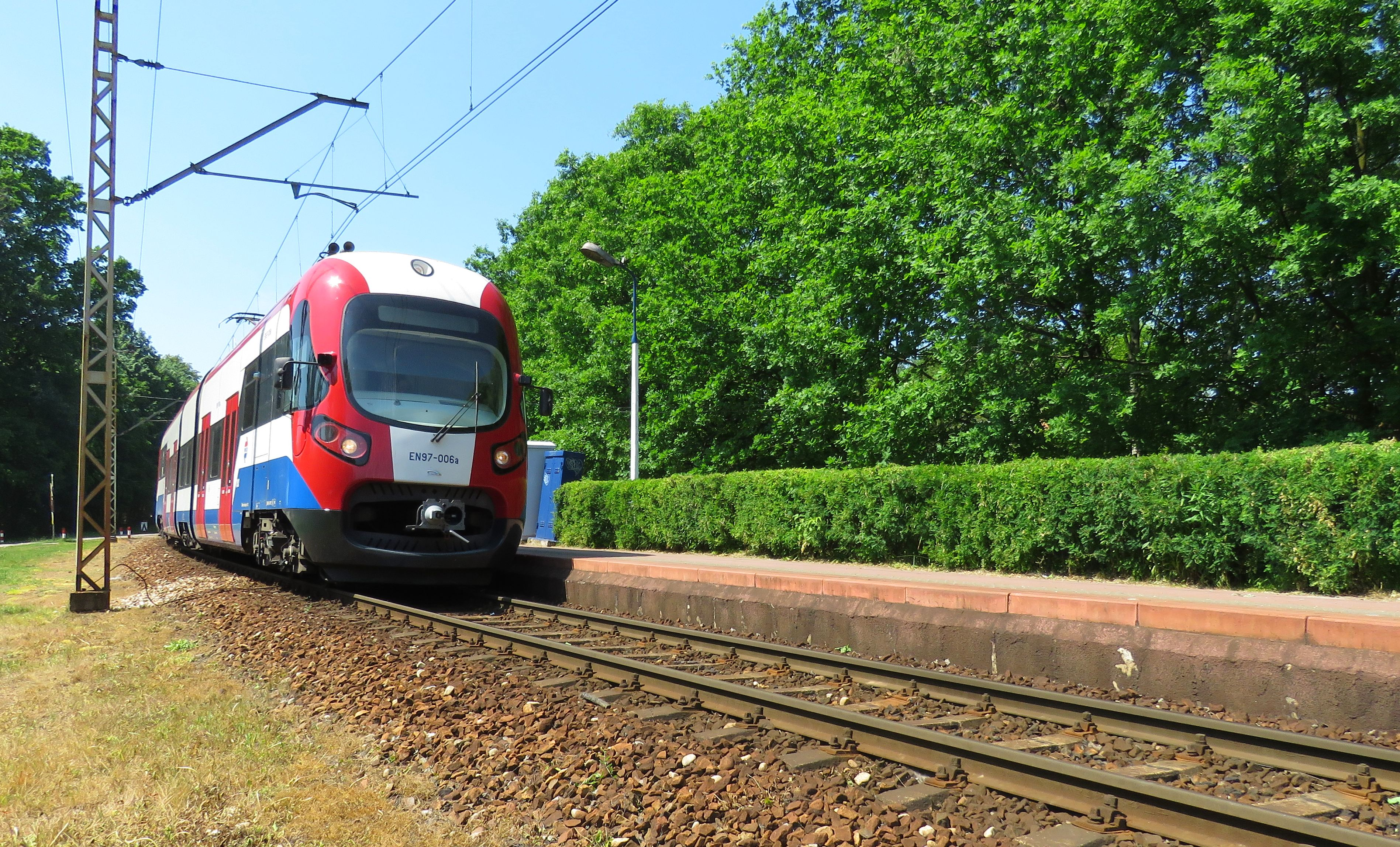
Warszawska Kolej Dojazdowa

Na stacji kolejowej zatrzymują się pociągi Kolei Mazowieckich oraz PKP Intercity. Władze miasta obiecywały też wydłużenie linii S1 Szybkiej Kolei Miejskiej aż do Grodziska Mazowieckiego.
W obrębie miasta znajdują się siedziba Warszawskiej Kolei Dojazdowej oraz jej cztery przystanki:
- Grodzisk Mazowiecki Radońska,
- Grodzisk Mazowiecki Jordanowice (dawniej Muzeum),
- Grodzisk Mazowiecki Piaskowa,
- Grodzisk Mazowiecki Okrężna.

### Transport lotniczy
W 2014 przy ul. Dalekiej oddano do użytku sanitarne lądowisko Grodzisk Mazowiecki-Szpital Zachodni.
W 2017 poinformowano oficjalnie o tworzeniu rządowej koncepcji umiejscowienia Centralnego Portu Komunikacyjnego kilka kilometrów na północny zachód od miasta.

## Infrastruktura

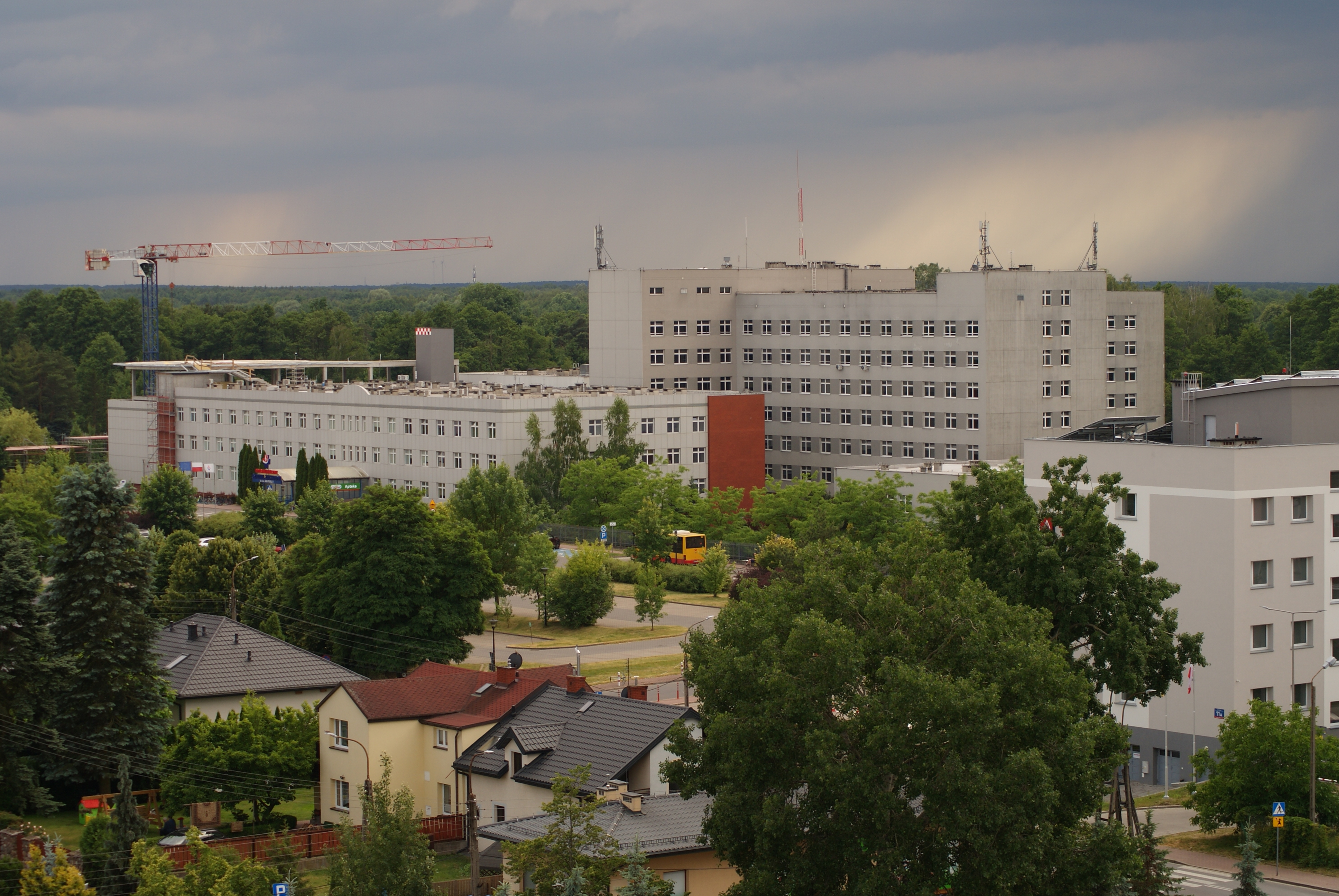
Specjalistyczny Szpital Zachodni im. Jana Pawła II w Grodzisku Mazowieckim

Na przełomie XIX i XX w. miasto było znanym ośrodkiem letniskowym. Pozostałością po tym są piękne wille i budynek zakładu hydropatycznego. Obecnie Grodzisk stracił charakter miejscowości typowo wypoczynkowo-letniskowej. Na potrzeby mieszkańców powstały obiekty sportowej infrastruktury miasta: Grodziska Hala Sportowa (1997) i kryta Pływalnia Miejska „Wodnik 2000” (2000). W kompleksie ośrodka sportu i rekreacji znajdują się także stadion piłkarski (pojemność – 750 osób, w tym 520 miejsc siedzących) oraz korty tenisowe.
W 2002 r. oddano do użytku nowoczesny Specjalistyczny Szpital Zachodni im. Jana Pawła II (poza nim w mieście działa sześć przychodni opieki podstawowej i 10 placówek specjalistycznych). 28 czerwca 2008 został oddany nowoczesny budynek „Centrum Kultury” (m.in. z dużą salą kinową, 2 kawiarniami, jedna z dwutorową kręgielnią i stołami do bilarda) i restauracją. Mieści się w nim również siedziba lokalnego radia Bogoria.

## Oświata
| Rodzaj placówki | Szkoły podstawowe     | Gimnazja | Szkoły średnie i zasadnicze | Szkoły wyższe |
| --------------- | --------------------- | -------- | --------------------------- | ------------- |
| Liczba placówek | 8 (w tym 1 społeczna) | 4        | 3                           | 1             |
| Liczba uczniów  | 2767                  | 1361     | 2183                        | 146           |

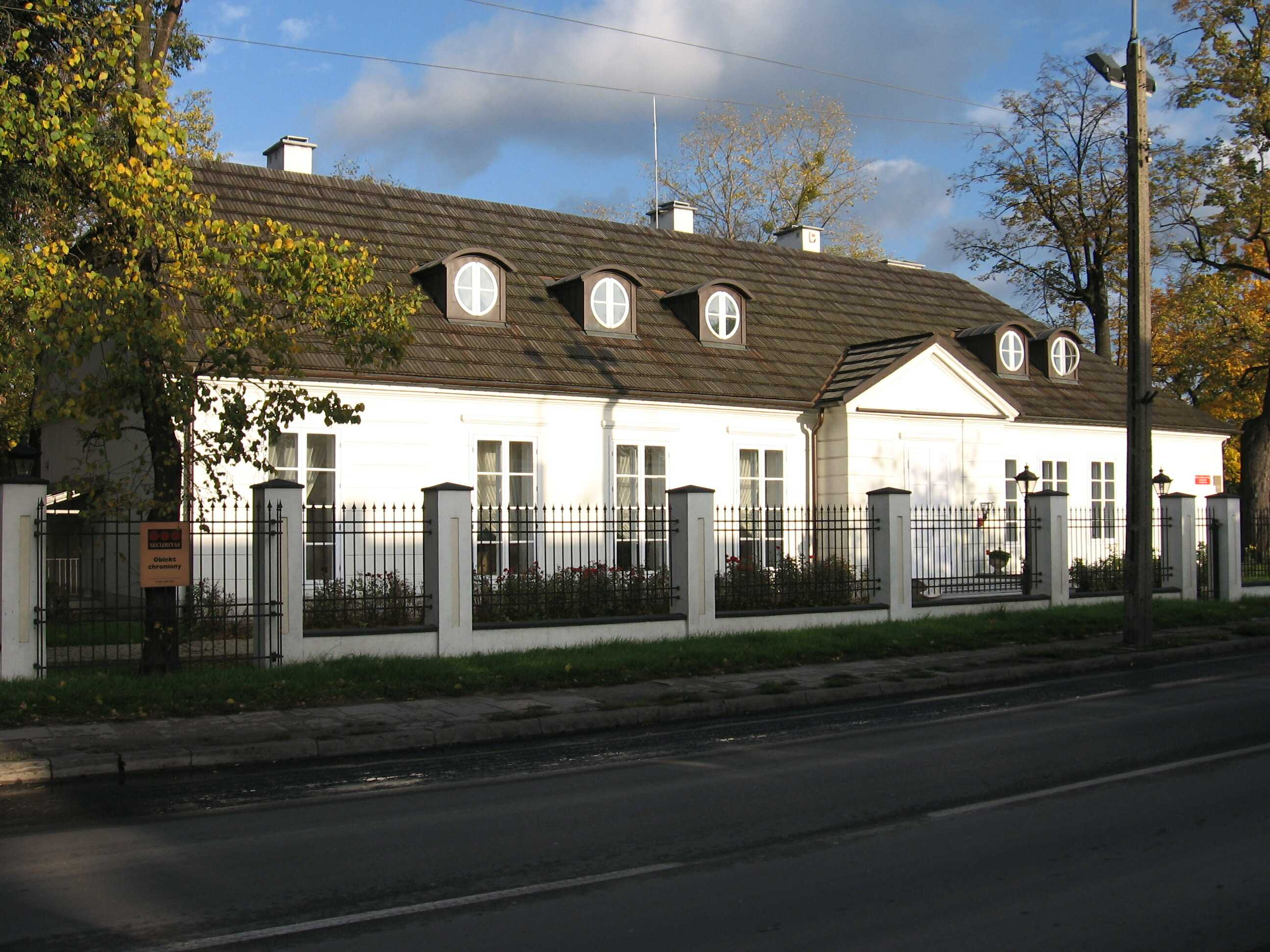
Dworek Skarbków – siedziba szkoły muzycznej

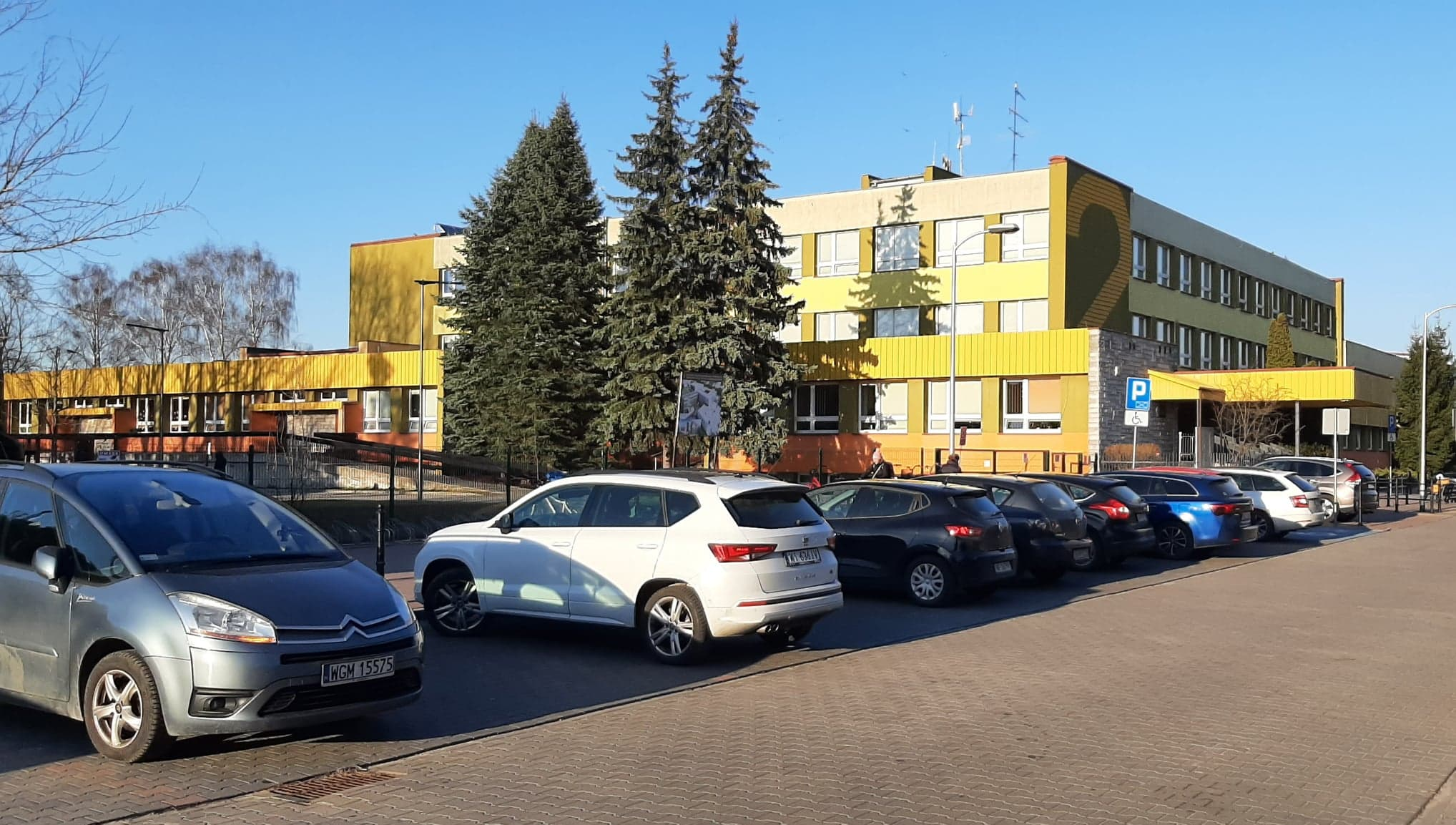
Zespół Szkolno-Przedszkolny nr 2

W Grodzisku działa 6 publicznych szkół podstawowych, w tym jedna integracyjna, jedna szkoła podstawowa społeczna, jedna szkoła podstawowa prywatna STiF oraz kilka szkół Montessori, w tym integracyjna Drugie Piętro.
Grodziskie szkoły średnie i zasadnicze połączone są w zespoły:
- Zespół Szkół Technicznych i Licealnych Nr 2 (Technikum, Liceum dla Dorosłych i Szkoła Branżowa I Stopnia),
- Zespół Szkół nr 1 (Liceum Ogólnokształcące i Technikum),
- Zasadnicza Szkoła Zawodowa przy Zespole Szkół im. H. Szczerkowskiego.

W mieście działa pięć przedszkoli publicznych oraz pięć prywatnych, a także dziewięć prywatnych szkół języków obcych. Znajdują się tu także sala wykładowa Wyższej Szkoły Społeczno-Ekonomicznej i punkty konsultacyjne dwóch innych uczelni (Wyższa Szkoła Stosunków Międzynarodowych i Amerykanistyki oraz Collegium Varsoviensis).
Państwowa Szkoła Muzyczna I stopnia im. Tadeusza Bairda kształci uczniów w 2 działach: dziecięcym (6-letnim) i młodzieżowym (4-letnim) m.in. na fortepianie, skrzypcach, wiolonczeli, gitarze, akordeonie, flecie, klarnecie, saksofonie i na perkusji.

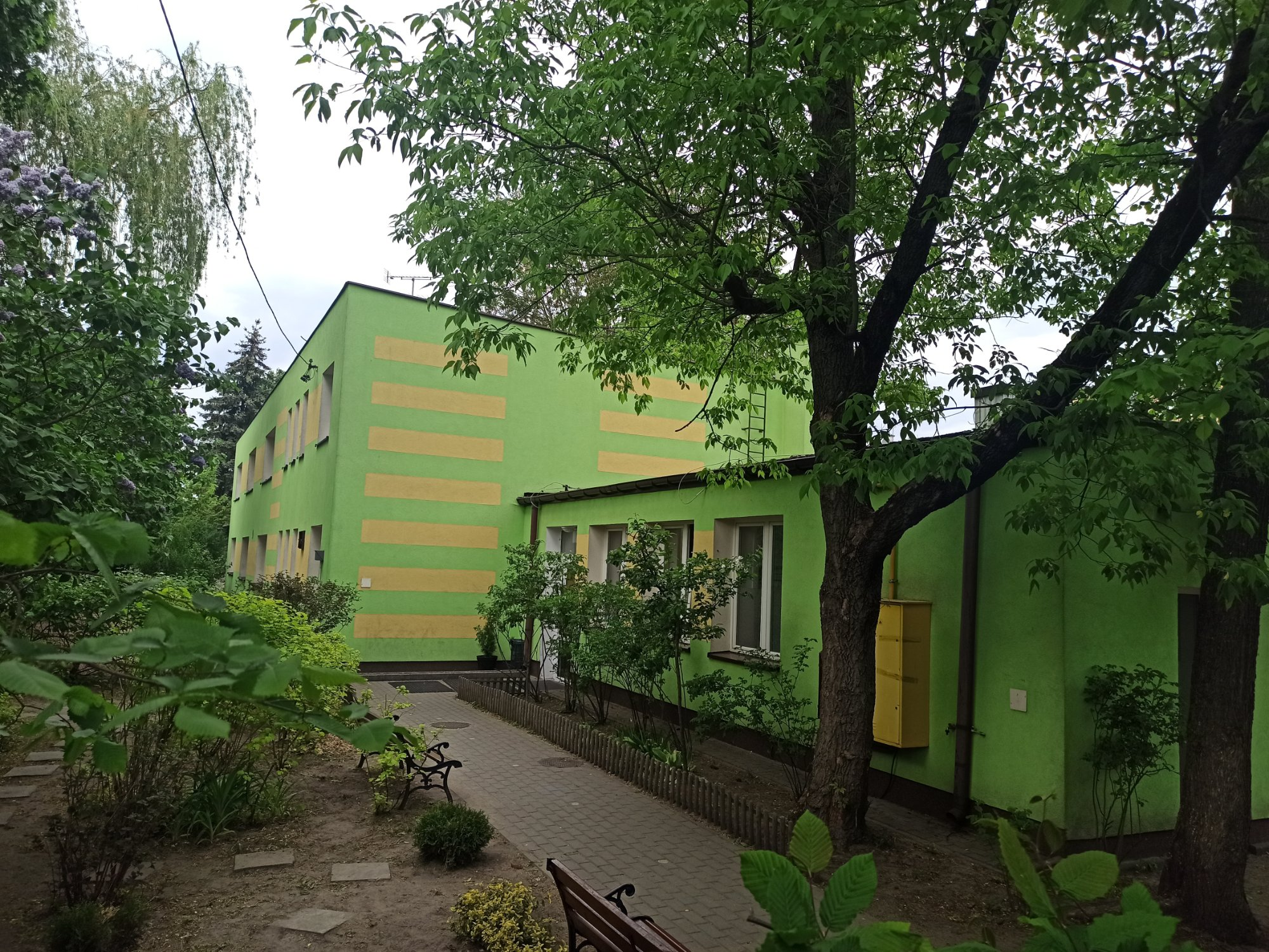
Prywatna Szkoła Podstawowa STiF przy ulicy Kopernika

Publiczne Ognisko Plastyczne im. Jana Skotnickiego udostępnia swoim słuchaczom pracownie: rysunku, malarstwa, interdyscyplinarną (grafika, ceramika, rzeźba w glinie, kolaż), wiedzy o sztuce oraz pracownię fotograficzną.

## Zabytki

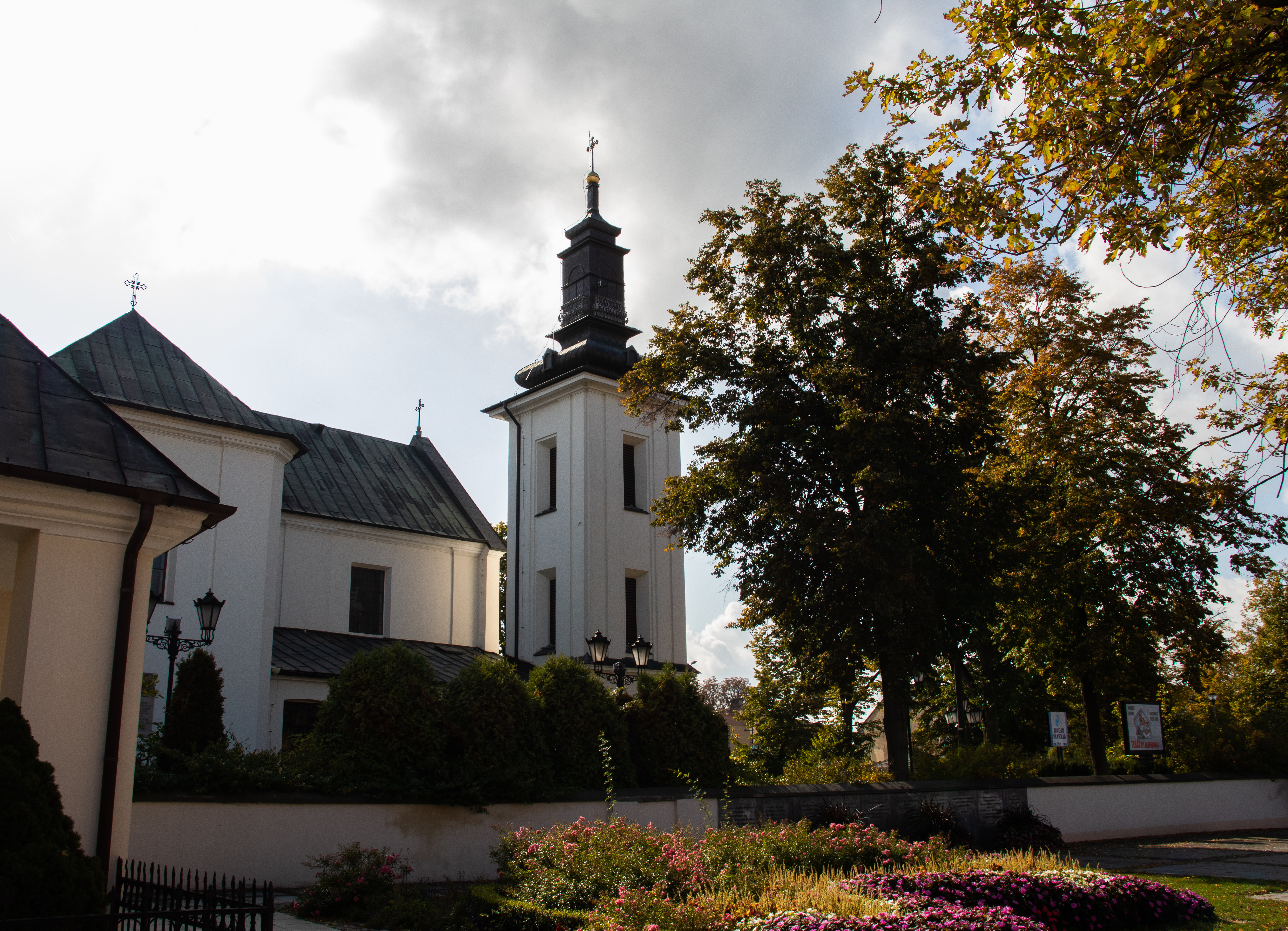
Kościół parafialny pw. św. Anny

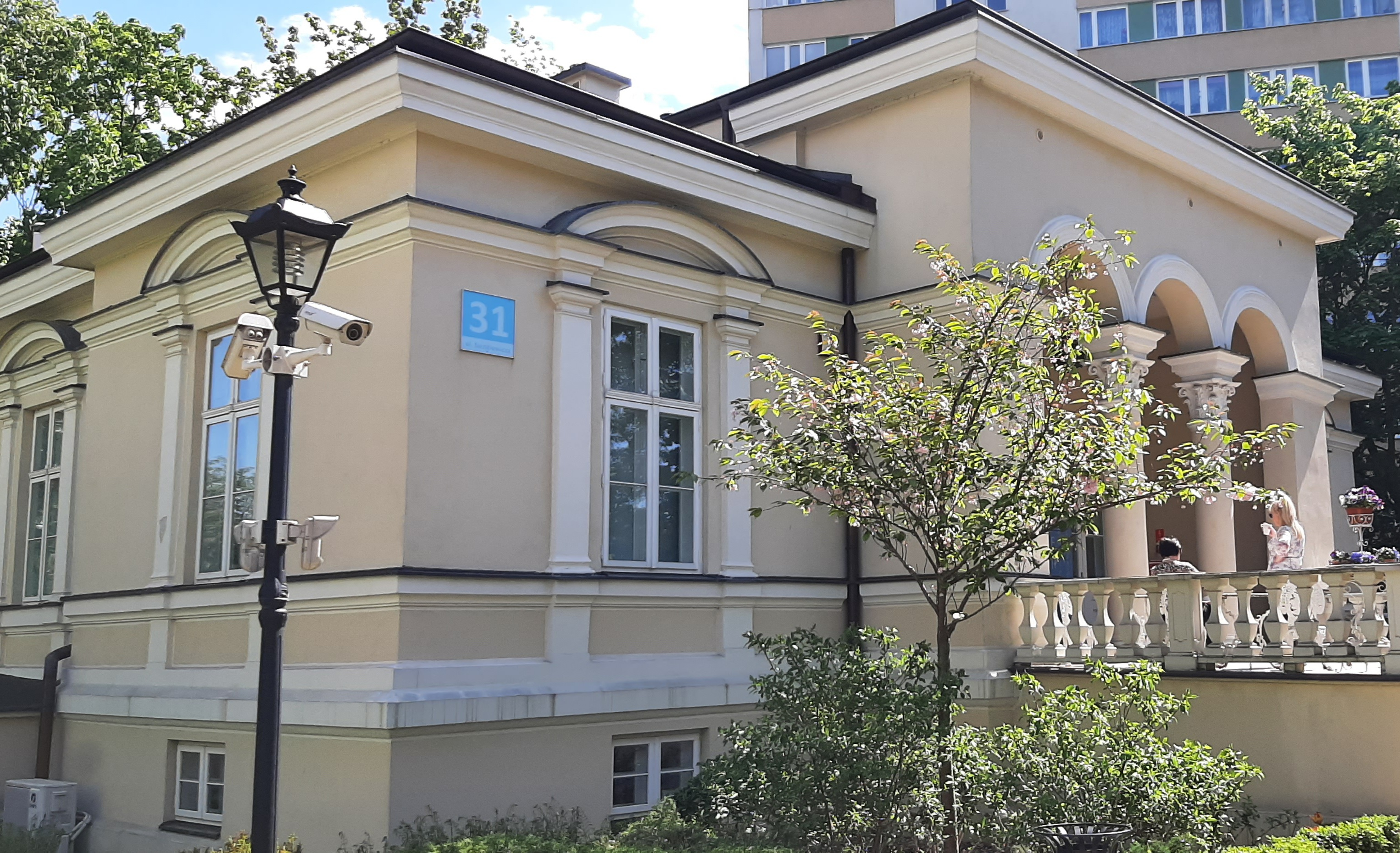
Willa Radogoszcz

Wpisane do rejestru zabytków nieruchomych:
- kościół parafialny pw. św. Anny, pl. Zygmunta Starego (nr rej.: 1028/451/62 z 23.03.1962), XVII-XIX, ufundowany w 1687 r. przez Wojciecha Mokronoskiego herbu Bogoria, kasztelana rawskiego; murowany, wybudowany w stylu późnobarokowym, później stopniowo rozbudowywany; pod koniec XIX wieku przez architekta Bronisława Żochowskiego, który dostawił nawy boczne (1884–1889) i zachowaną do dziś dzwonnicę; we wnętrzu wyposażenie manierystyczne, barokowe, klasycystyczne, głównie z XVII i XVIII wieku; w tym liczne epitafia m.in. Okuniów z początku XVII w. i Mokronoskich z lat 1616–1911; w ołtarzu głównym obraz „Ukrzyżowanie”, którego autorem był pochodzący z Neapolu Filippo Castaldi, mieszkający na przełomie XVIII/XIX w. na grodziskiej plebanii, we wnętrzu inne jego obrazy: „św. Józef z Dzieciątkiem”, „św. Anna z rodzicami”, „św. Roch”[26],
- kaplica pw. Świętego Krzyża (przedpogrzebowa), ul. Sienkiewicza, koło kościoła św. Anny (nr rej.: 1029/453/62 z 23.03.1962), XVIII; wybudowana w 1713 roku na granicy miasta jako wotum dziękczynne po wygaśnięciu epidemii cholery, później pełniła funkcje kaplicy przedpogrzebowej; dwukrotnie restaurowana w 1839 roku i w XX w.; w listopadzie 1995 roku została przeniesiona ze skrzyżowania ulic Sienkiewicza i Kościuszki na plac koło kościoła parafialnego,
- cmentarz żydowski (nr rej.: 1607 z 27.02.1996) oraz brama (nr rej.: j.w.), założony w 1780 r., jeden z najstarszych na Mazowszu; na jego dzisiejszym terenie znajduje się 277 zabytkowych nagrobków; do 1941 r. stanowił miejsce pochówku Żydów mieszkających w Grodzisku i okolicach,
- willa „Foksal” (nr rej.: 1031/1088 z 7.01.1975 oraz 1155 z 22.05.1975), 1846
- dworzec kolejowy, ul. 1 Maja 4 (nr rej.: A-787 z 26.03.2008), 1920–1925, projektu Romualda Millera,
- dom z ogrodem, k. XIX (nr rej.: 1612 z 9.09.1996), budynek byłego Zakładu Wodoleczniczego dr. Bojasińskiego 1884 r.
- zespół willi, 1884, 1896 (nr rej.: 1199 z 25.10.1982): willa „Kaprys”, budynek gospodarczy, stajnia i park
- willa „Niespodzianka”, ul. Kościuszki 12 (nr rej.: dec. 480/10 z 1.06.2010), 1906, projektował Józef Moszyński,
- willa „Radogoszcz” z k. XIX w., ul. H. Sienkiewicza 31 (nr rej.: 1030/454/62 z 23.03.1962),
- „Dwór Skarbków”, XVIII (nr rej.: 51/5/55 z 21.09.1955) (Jordanowice); kazał wznieść go w drugiej połowie XVIII wieku w stylu barokowo-klasycystycznym Andrzej Mokronowski (1713–1784); w 1869 roku przeszedł na własność rodziny Skarbków; w jego wnętrzu zajmowanym obecnie przez Państwową Szkołę Muzyczną I stopnia im. Tadeusza Bairda, znajdują się niezwykle cenne polichromie autorstwa Jana Bogumiła Plerscha z 1782 roku oraz barokowo-klasycystyczne kominki,
- willa Haberlego, 1897, 1910–1912 (nr rej.: A-795 z 21.04.2008),
- dom drewniany, ul. Okulickiego 11 (nr rej.: A-887 z 3.12.2009), 1878 z parkiem z poł. XIX w.

### Pomniki
- Pomnik Kolejarza,
- pomnik Józefa Chełmońskiego,
- pomnik Wolności,

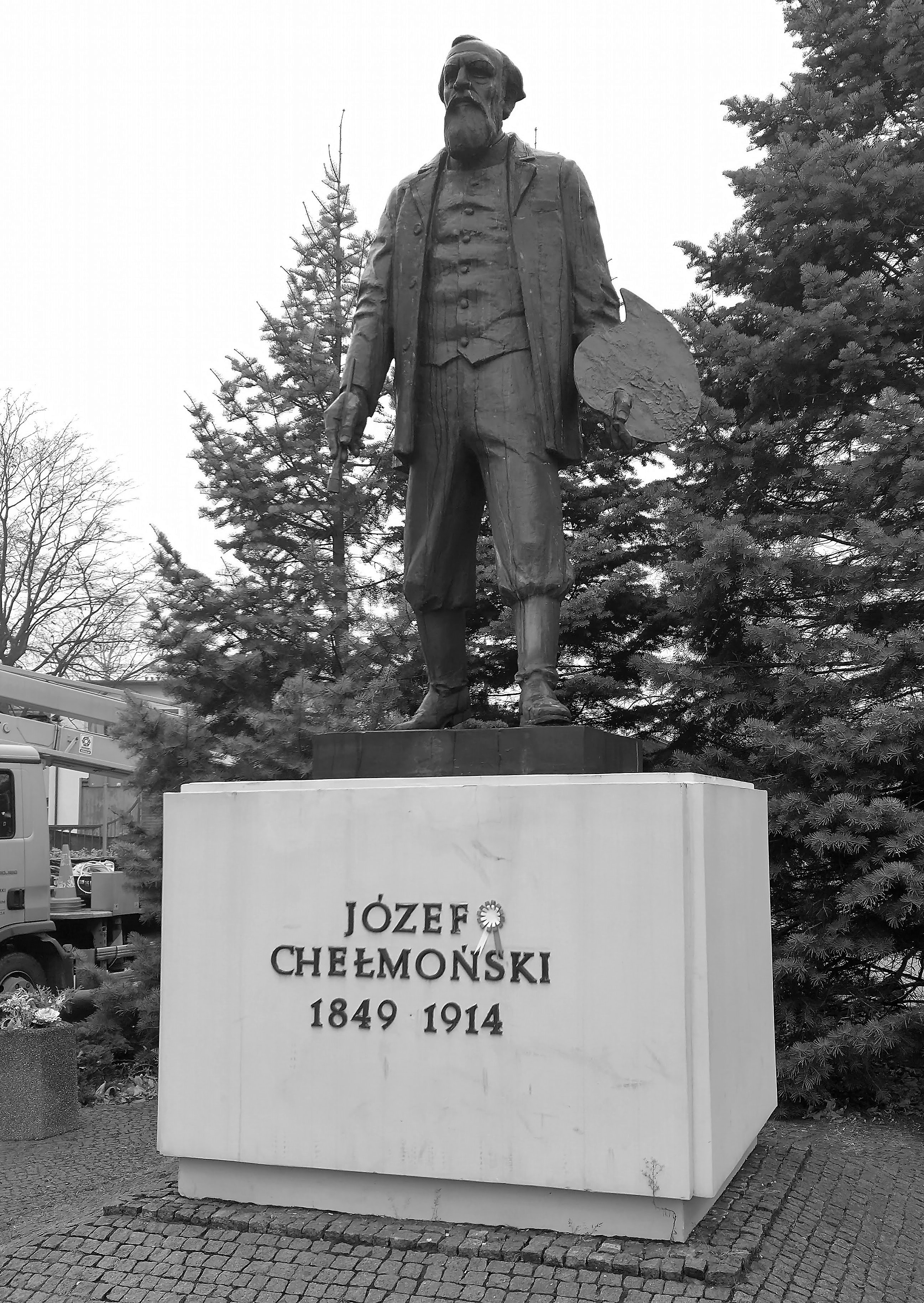
Pomnik Józefa Chełmońskiego

- obelisk upamiętniający Leopolda Okulickiego,
- tablice z myślami Jana Pawła II,
- Pomnik Leonida Teligi[27],
- Płaskorzeźba z brązu „Synagoga”, upamiętniająca żydowskich obywateli miasta[28].

### Inne

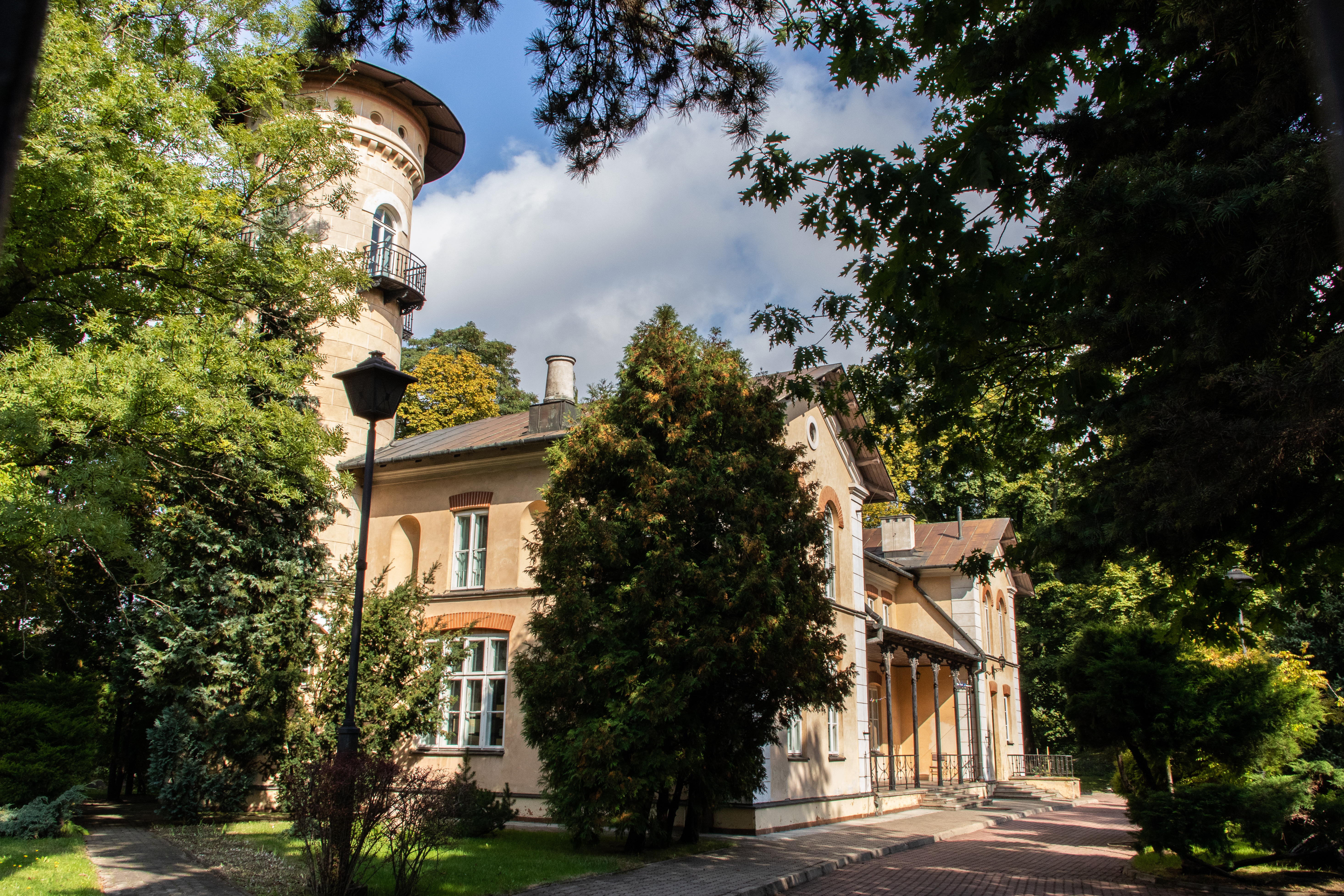
Willa Foksal

- Willa „Foksal” z 1845 r., uważana za pierwszy dworzec (w rzeczywistości dom dla podróżnych); sylwetką nawiązuje do dawnej lokomotywy; wybudowana przez rodzinę Mokronoskich w 1845-46 roku z przeznaczeniem na dom zajezdny do dzisiaj stanowi ozdobę Parku im. hr. Skarbków; obecnie mieści się w niej siedziba oddziału Archiwum Państwowego w Warszawie,
- wille z przełomu XIX i XX w.: „Janówek”, „Milusin”, „Kaprys”, „Kniaziew” oraz znajdująca się na terenie fabryki tarcz ściernych, piękna, lecz zapomniana i zaniedbana Willa Haberlego,
- Willa „Kaprys” wybudowana w 1886 r., obok willi znajduje się stara powozownia,
- Willa „Kniaziew” postawiona na letnią rezydencję gen. Eugeniusza Dmitriewicza Kniaziewicza, inżyniera fortyfikacji wojennych wojsk rosyjskich stacjonujących w Warszawie; w rękach generała, a później jego żony znajdowała się do 1938 r.; następnymi właścicielami zostało małżeństwo Michalina i Stefan Rogińscy; w okresie II wojny światowej willa zamieniła się w schronisko dla uciekinierów z Warszawy,
- Willa „Janówek”, sąsiadująca z willą „Niespodzianka” (ul. Kilińskiego 7), zbudowana przez Jana Kobylińskiego, pracownika „Drogi Żelaznej” dla swej rodziny, jeden z pierwszych zelektryfikowanych prywatnych domów w Grodzisku,
- park im. hr. Skarbków,
- aleja grabowa – pomnik przyrody,
- Muzeum Regionalne PTTK,
- stanowisko archeologiczne Szwedzkie Góry w Chlebni nad rzeką Mrowną,
- Grodziska Galeria Uliczna obrazów Józefa Chełmońskiego[29],
- Cmentarz katolicki, założony w 1817 r., z wieloma cennymi nagrobkami m.in. Izabelli Szymkiewicz (lata 40. XIX w.)[30], Wojciecha Trzetrzewińskiego (lata 60. XIX w.), Józefa Kobierskiego (1862 r.), Jana i Edwarda Wolframów (l. 70. XIX w.), rodziny Palimączyńskich (l. 70. XIX w.), rodziny Pillerów (k. XIX w.), Korduli z Żerońskich hr. Sokolnickiej (k. XIX w.), rodziny Kobylińskich (1900 r.), rodziny Colonna-Czosnowskich (pocz. XX w.), dra Baranowskiego (pocz. XX w.), Leonarda Kociszewskiego (pocz. XX w.), gen. Jerzysława Freyera (pocz. XX w.)[31].

## Kultura

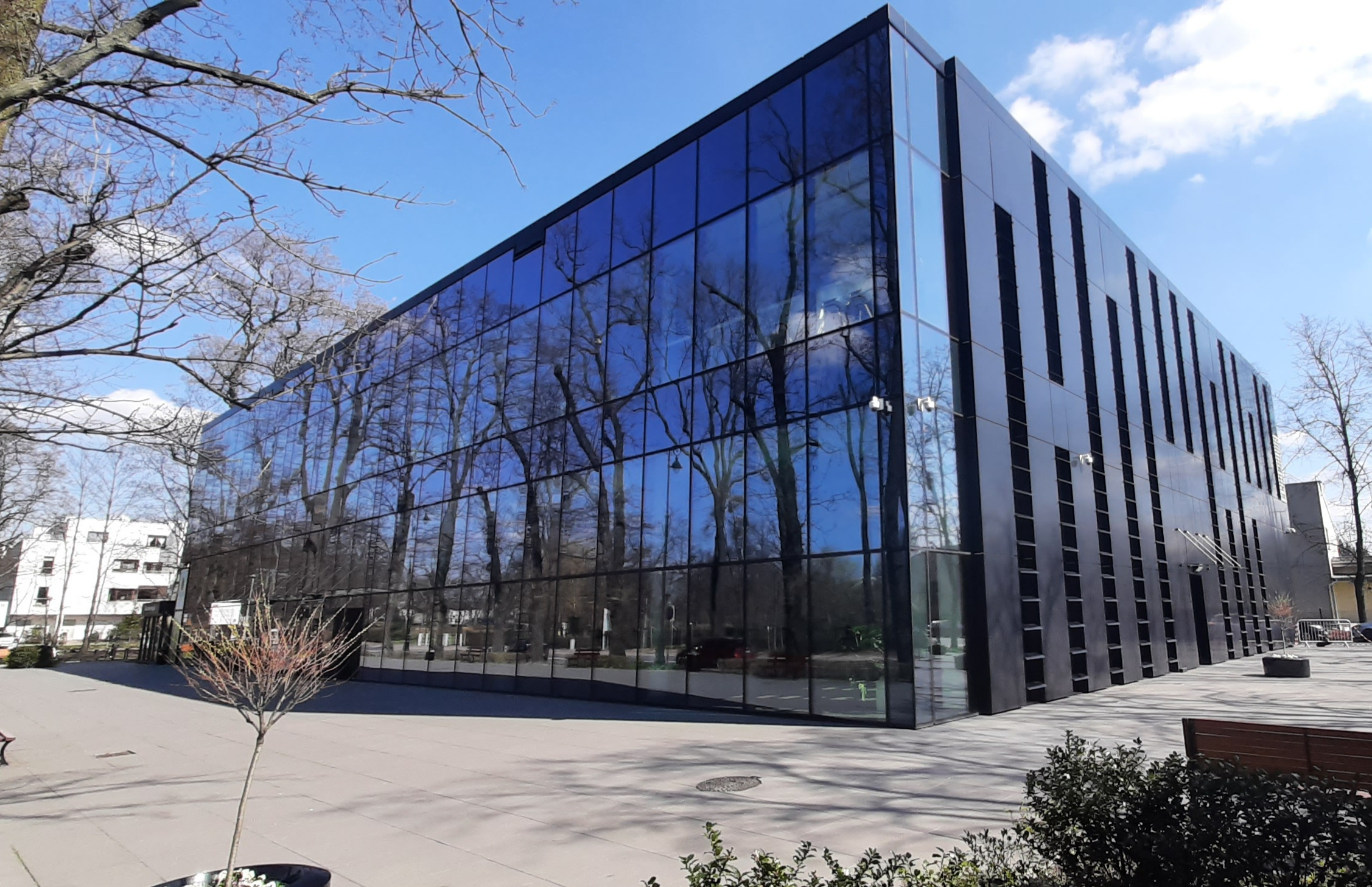
Mediateka w Grodzisku Mazowieckim

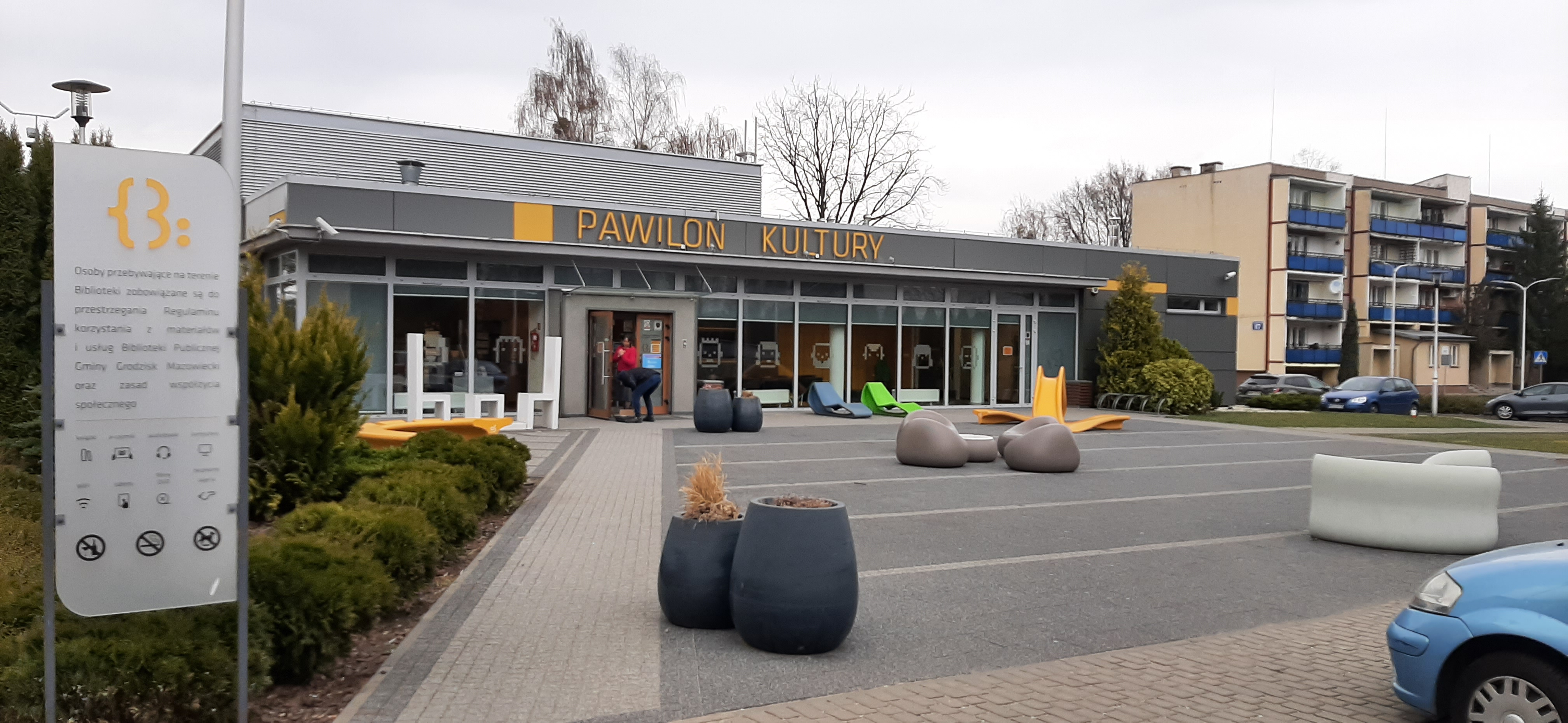
Pawilon Kultury przy ulicy Witolda Westfala

### Domy kultury
- Centrum Kultury Gminy Grodzisk Mazowiecki
- Mediateka
- Willa „Radogoszcz”
- Pawilon Kultury
- Świetlica w Łąkach[32]

### Muzea
- Izba Tradycji EKD/WKD[33]

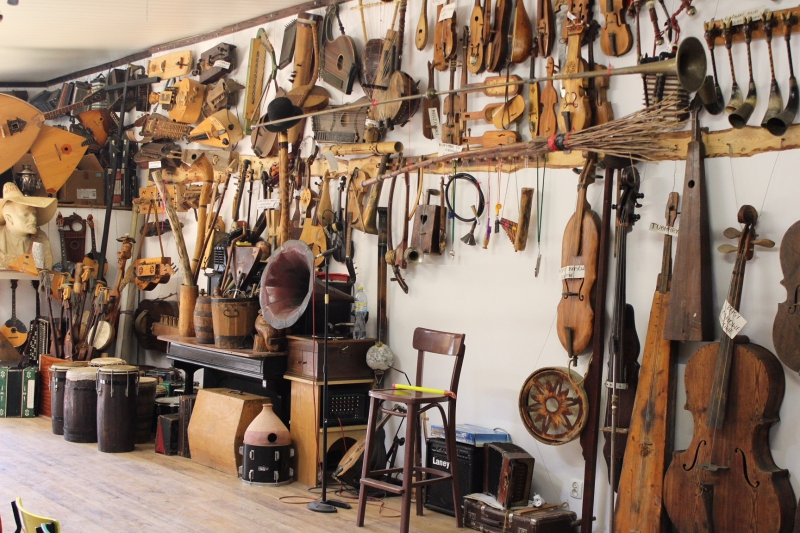
Wystawa w Galerii Instrumentów Folkowych

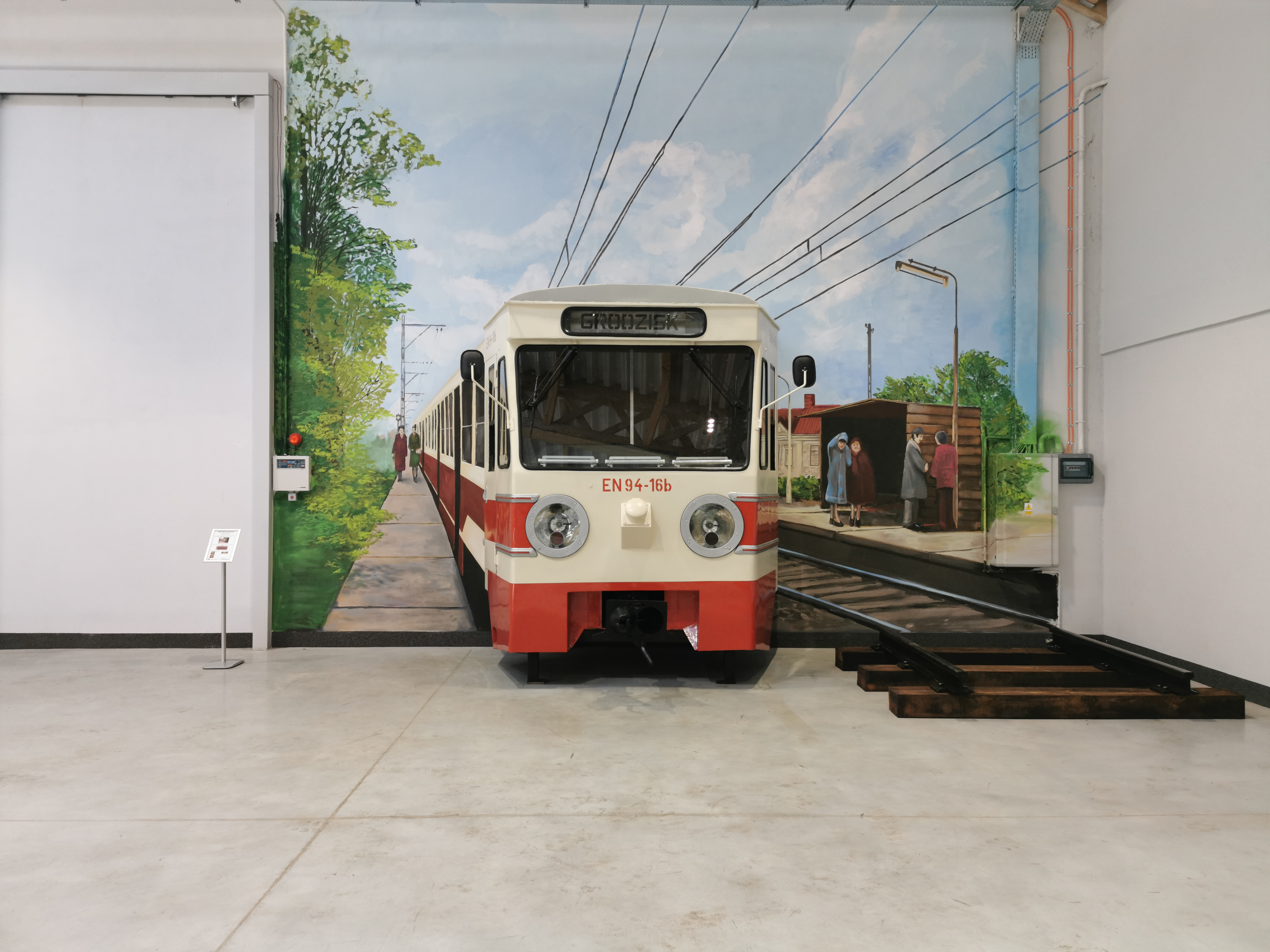
Fragment wystawy w Izbie Tradycji EKD/WKD

- Galeria Etnograficzna w Willi „Radogoszcz”[34]
- Galeria Instrumentów Folkowych

### Media

#### Radio

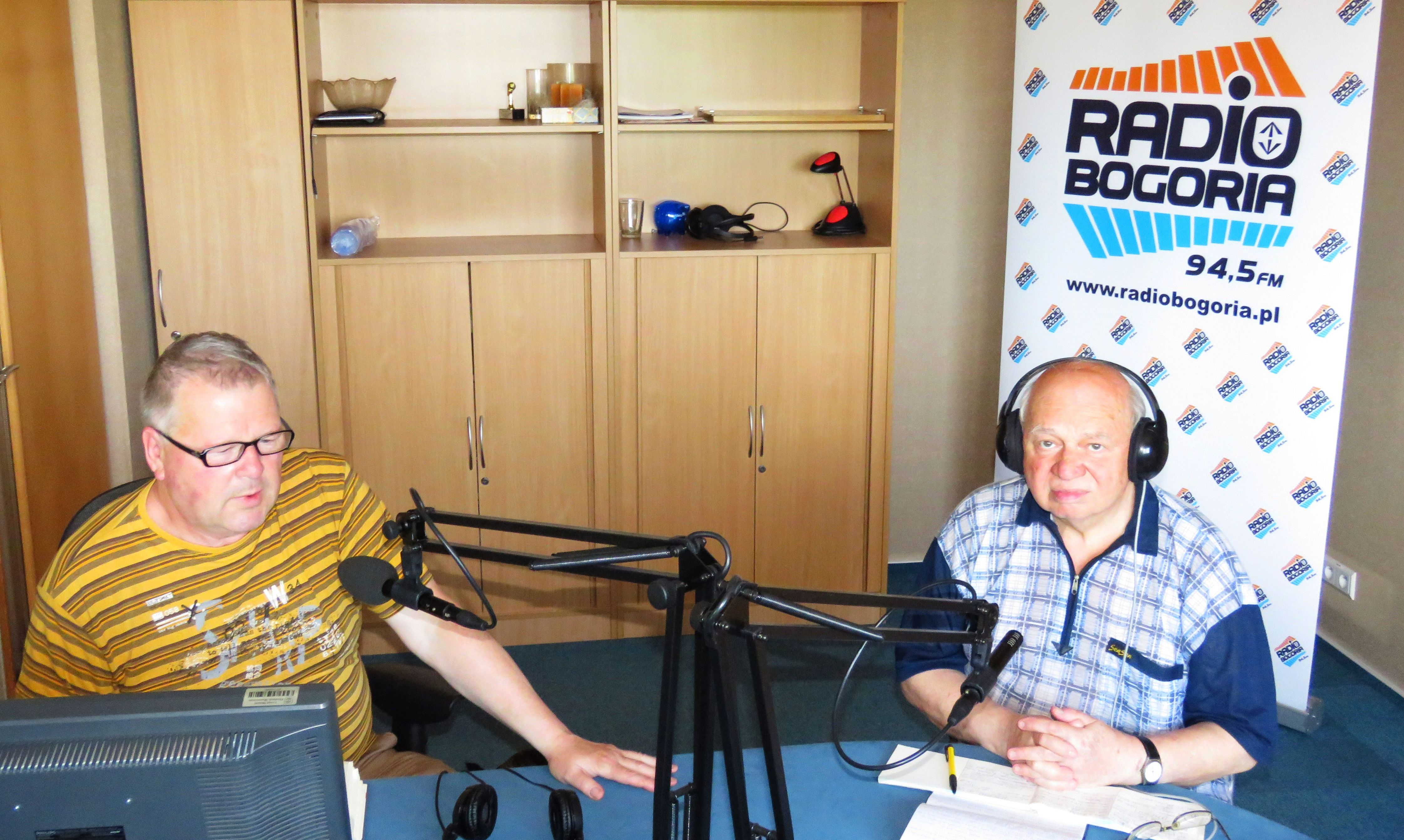
Dziennikarze Radia Bogoria

- Radio Bogoria 94,5 FM

#### Prasa
- „Gazeta WPR”
- Grodziskie Pismo Społeczno-Kulturalne „Bogoria”
- „Gazeta Grodziska”
- „TuGrodzisk.pl”

#### Portale informacyjne
- WPR24.pl
- www.obiektyw.info
- www.infogrodzisk.pl
- www.tugrodzisk.pl.
- GrodziskNews.pl
- AleGrodzisk.pl. alegrodzisk.pl. [zarchiwizowane z tego adresu (2016-07-16)].
- Kocham Grodzisk Mazowiecki

#### Telewizja lokalna
- Telewizja Internetowa GTV Twoja okolica www.gtv.info.pl

### Kina
- Kino Grodziskiego Centrum Kultury[35]
- Kino „Wolność” w Willi „Radogoszcz”[36]

### Inne instytucje kulturalne
- Studio Tańca MW działające przy Centrum Kultury
- PKP – Przestrzeń Kulturze Przyjazna

## Wspólnoty wyznaniowe

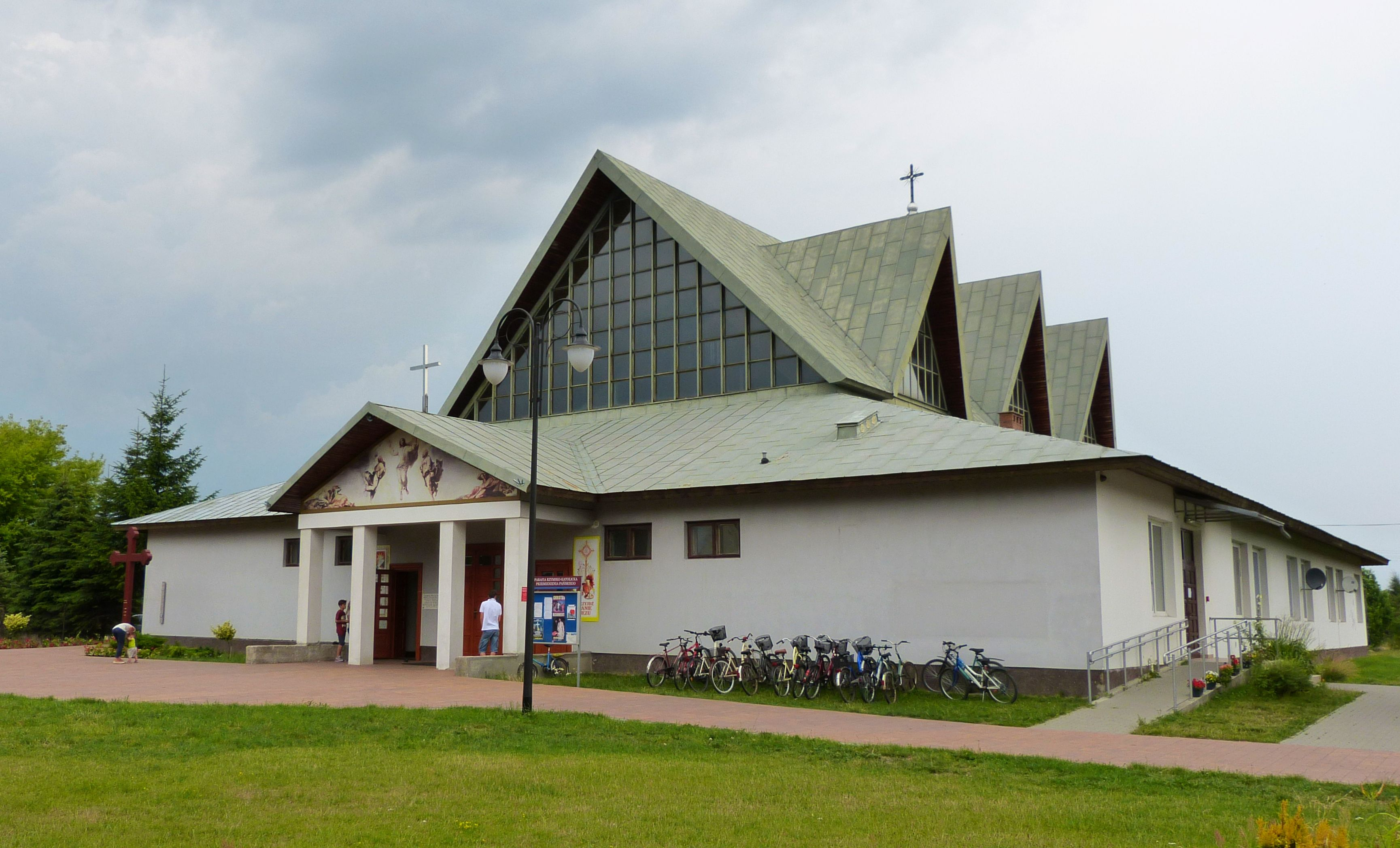
Kościół Przemienienia Pańskiego w Łąkach

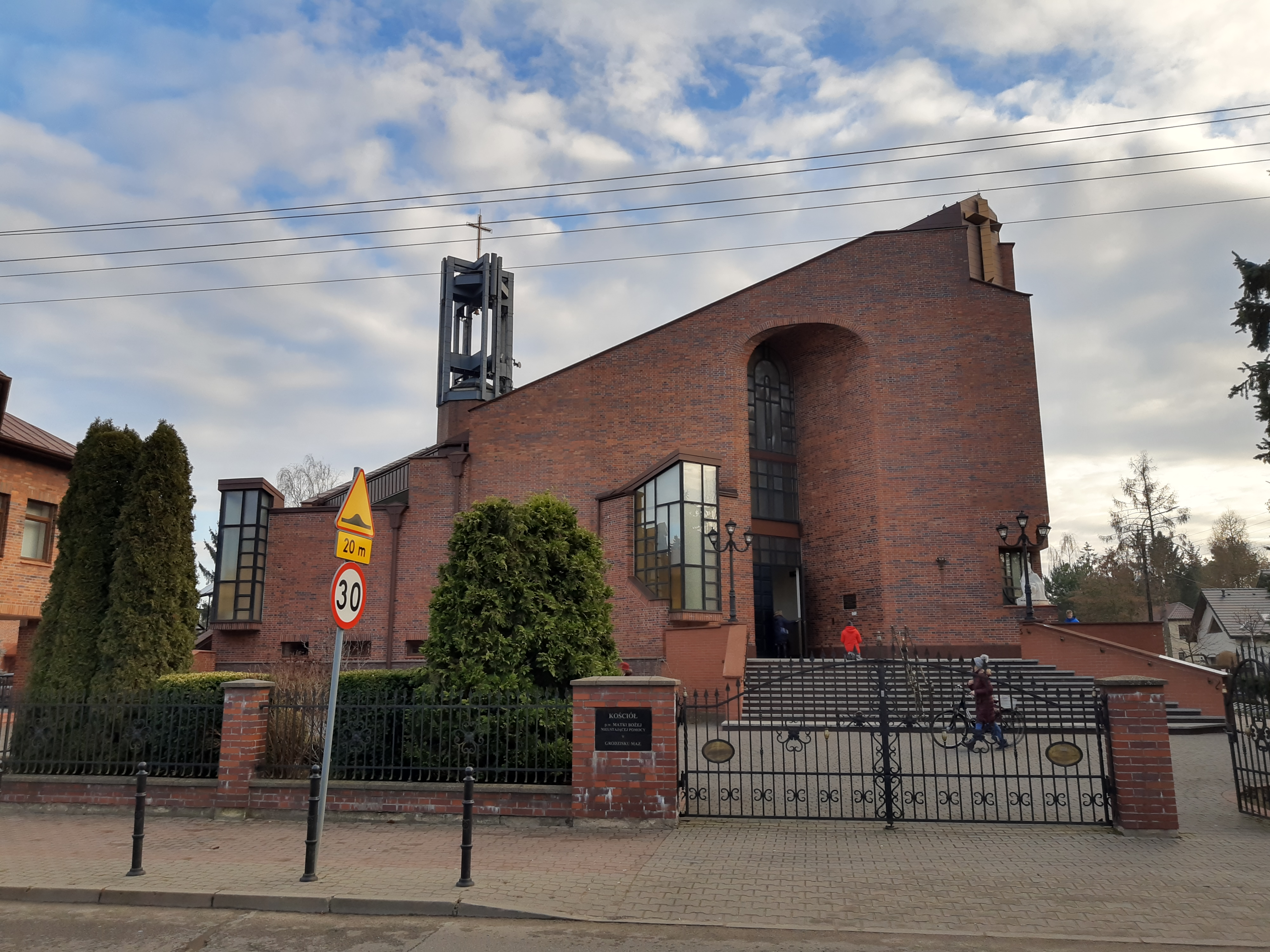
Kościół Matki Bożej Nieustającej Pomocy

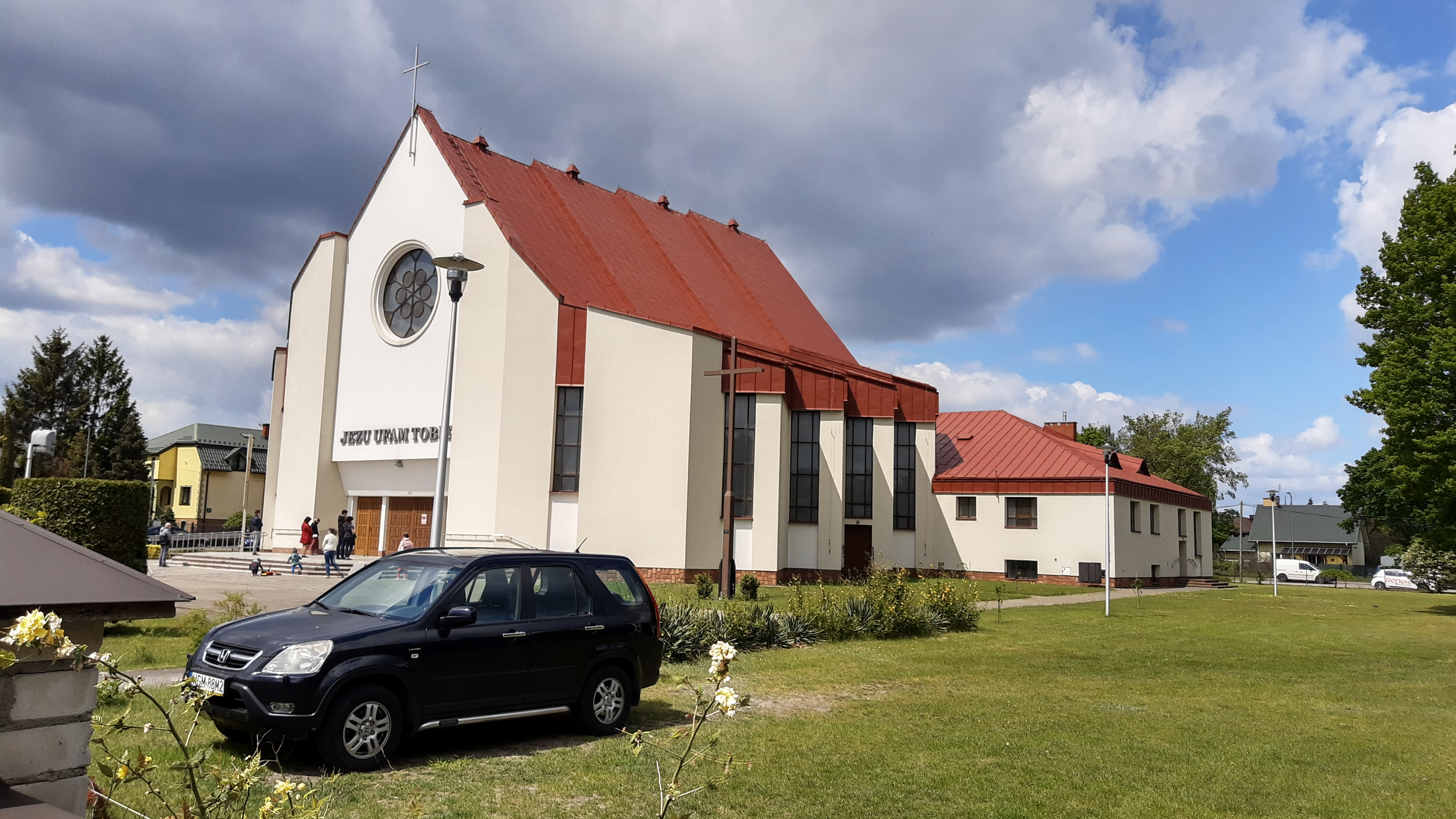
Kościół Miłosierdzia Bożego

### Katolicyzm
- Kościół greckokatolicki:
  - ośrodek duszpasterski w Grodzisku Mazowieckim, nabożeństwa prowadzone są w rzymskokatolickim kościele Miłosierdzia Bożego[37]
- Kościół rzymskokatolicki:
  - parafia Matki Bożej Nieustającej Pomocy[38]
  - parafia Miłosierdzia Bożego[38]
  - parafia Przemienienia Pańskiego[38]
  - parafia św. Anny[38]
- Kościół Starokatolicki Mariawitów:
  - wierni należą do parafii Trójcy Przenajświętszej w Błoniu.

### Protestantyzm
- Chrześcijańska Wspólnota Ewangeliczna:
  - placówka misyjna w Grodzisku Mazowieckim[39]
- Kościół Boży w Polsce:
  - Kościół Chrześcijański „Jezus – Nowe Przymierze”[40]
- Kościół Chrześcijan Baptystów w RP:
  - placówka Kościoła Chrześcijan Baptystów w Grodzisku Mazowieckim[41]
- Kościół Ewangelicznych Chrześcijan w RP:
  - Zbór Kościoła Ewangelicznych Chrześcijan w Grodzisku Mazowieckim[42]
- Wspólnota Chrześcijańska „Pojednanie”[43]

### Świadkowie Jehowy
- zbór, Sala Królestwa[44]

## Sport

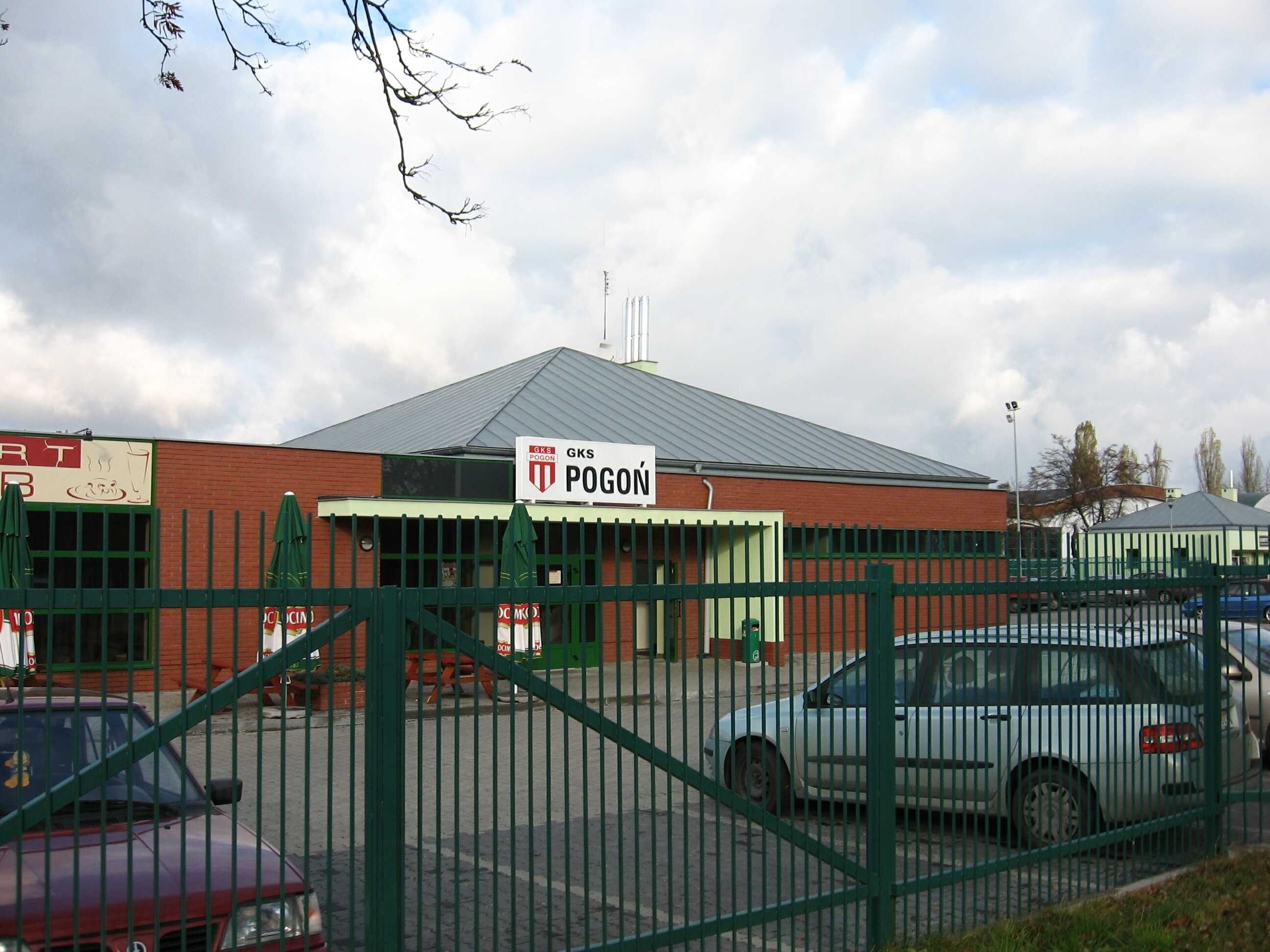
Siedziba klubu GKS Pogoń

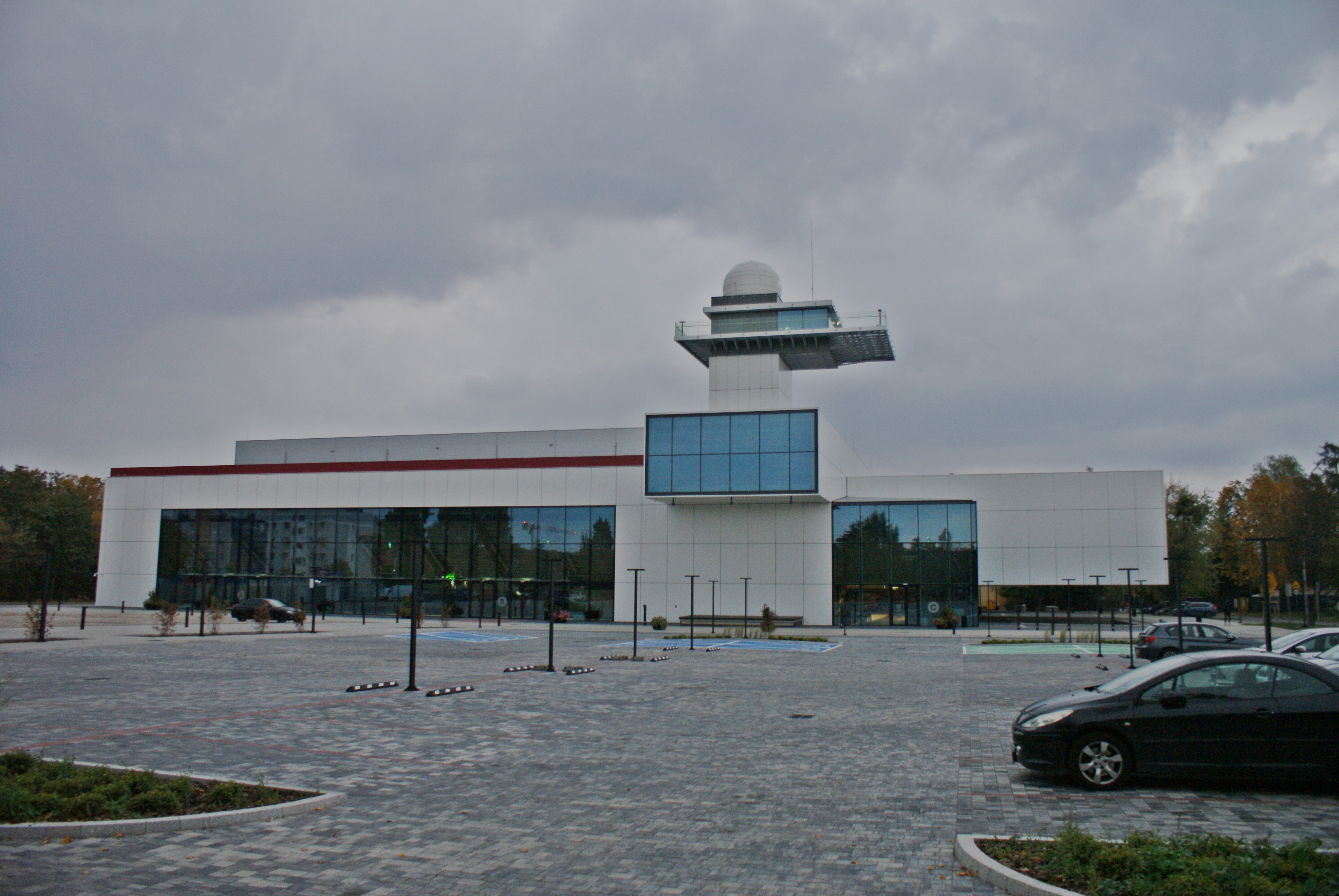
Centrum Aktywizacji i Integracji Społecznej

### Kluby sportowe
- Grodziski Klub żeglarski „Czysty Wiatr”
- drugoligowy piłkarski Grodziski Klub Sportowy „Pogoń”, założony w 1922 r.,
- klub tenisa stołowego Bogoria Grodzisk Mazowiecki (przed 2006 r. – Tur Jaktorów), drużynowy Mistrz Polski Mężczyzn 2008, 2009, 2010 i 2012, zdobywca Pucharu Polski 2008, 2009, 2017, wiele tytułów indywidualnych mistrzów Polski mężczyzn i chłopców.

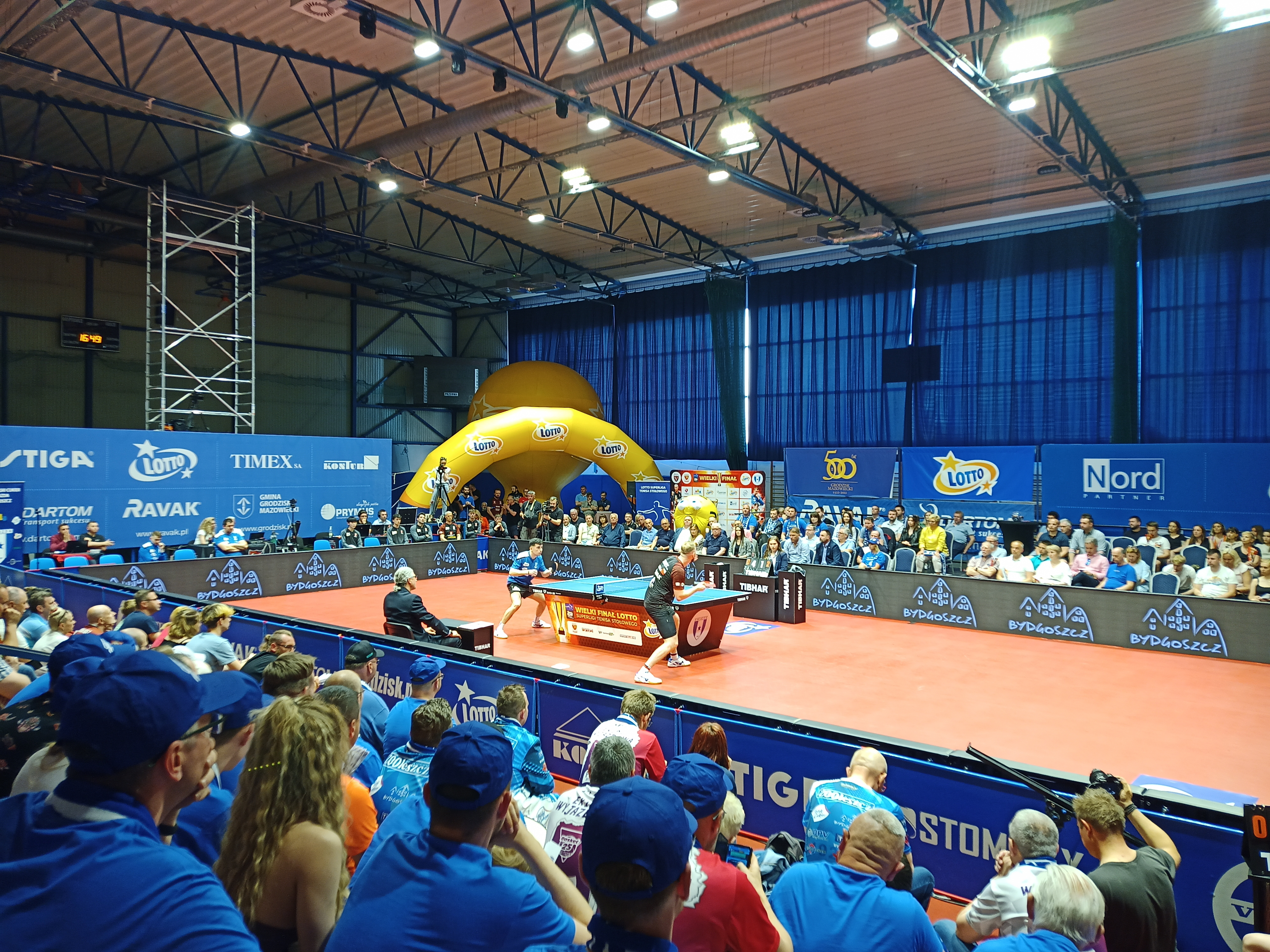
Wnętrze Grodziskiej Hali Sportowej przy ulicy Westfala

- klub piłkarski LKS Chlebnia[45]
- Grodziski klub sportowy „Sparta”
- Grodziski Klub Koszykarski[46]
- Grodziski Klub Szermierczy

### Obiekty sportowe
- Stadion Miejski
- Grodziska Hala Sportowa
- Pływalnia „Wodnik 2000”
- Centrum Aktywizacji i Integracji Społecznej[47]
- Kompleks boisk „Orlik 2012” przy Stawach Walczewskiego
- Hala Widowiskowo-Sportowa w Grodzisku Mazowieckim.

## Grodzisk Mazowiecki w kulturze

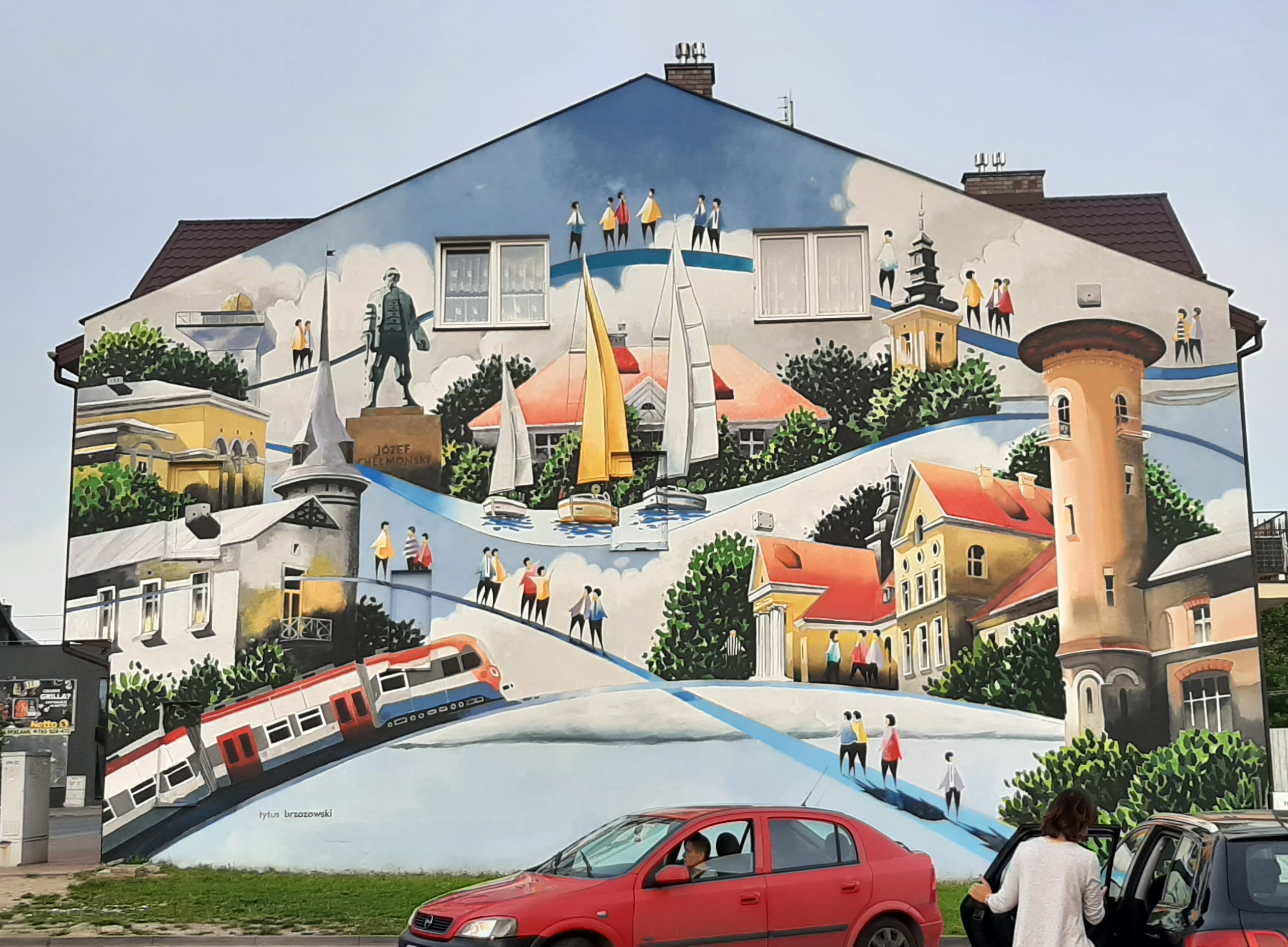
Mural Tytusa Brzozowskiego

W 1985 roku stacja kolejowa w Grodzisku Mazowieckim wystąpiła w serialu „Zmiennicy” (reż. Stanisław Bareja), gdzie pokazano ją jako dworzec kolejowy w Kutnie.
W 1999 roku w Grodzisku Mazowieckim powstawały zdjęcia do filmu pt. „Wielkie rzeczy” (reż. Krzysztof Krauze), w filmie pokazano grodziski deptak, jako nadmorską promenadę, ponadto w filmie wystąpiła Grodziska Orkiestra Dęta.
W 2019 roku na kanale Planete+ wyemitowano odcinek programu „Polska z góry”, poświęcony Grodziskowi Mazowieckiemu.
W 2020 roku na terenie Grodziska Mazowieckiego, realizowane były zdjęcia do filmu „Furioza” (reż. Cyprian T. Olencki). W tym roku też, na terenie grodziskiego Aresztu Śledczego powstawały zdjęcia do filmu „Asymetria” (reż. Konrad Niewolski).

## Miasta partnerskie
- Weiz[53]
- Szawle[53]
- Radziwiliszki[53]
- Danilovgrad[53]
- Giżycko[53]
- Carros[53]